# World Touring Car Championship
FIA World Touring Car Championship, förkortas WTCC, är världsmästerskapet i standardvagnsracing, som drivs av det internationella bilsportsförbundet, Fédération Internationale de l'Automobile. WTCC har ett tävlingsformat med två korta så kallade "sprintrace" på ungefär tjugo minuter vardera per tävlingshelg och runt tolv tävlingshelger per säsong. Mästerskapet startades 2005 som en vidareutveckling av det tidigare europeiska mästerskapet, European Touring Car Championship. Dock kördes ett långloppsmästerskap redan 1987, men den serien lades ned efter bara en säsong. Det senaste WTCC-racet kördes på Automotodróm Slovakia Ring i Slovakien 2012.
Under säsongen 2011 är tre olika sorters reglementen godkända; Super 2000 och Diesel 2000, vilket bland annat betyder att både bensin- och dieseldrivna bilar är tillåtna, samt det nya reglementet med 1,6-liters turbomotorer. Det sistnämnda räknar man med ska ersätta de gamla reglementena fullt ut till säsongen 2012. De flesta tekniska hjälpmedel som finns på vanliga personbilar är inte tillåtna, exempelvis ABS-bromsar och antispinnsystem. Tidigare tilläts även Super Production-bilar att delta, men den möjligheten togs bort till säsongen 2008. Aktuella bilmärken är Chevrolet, BMW, SEAT och Volvo, men det är bara Chevrolet som driver en fabrikssatsning. Övriga är så kallade privatteam, vilket innebär att de inte har stöd från en bilfabrik. Dessa har därför en egen klass i WTCC, kallad Yokohama Trophy, men de ingår även i märkesmästerskapet tillsammans med Chevrolet.
World Touring Car Championship är under 2011 uppdelat i fem klasser; förarmästerskapet, märkesmästerskapet, Yokohama Trophy, Yokohama Teams' Trophy och Jay-Ten Trophy. Under 2010 fanns även WTCC Rookie Challenge. Mer om dessa klasser finns i avsnittet "Klasser" längre ned på sidan.

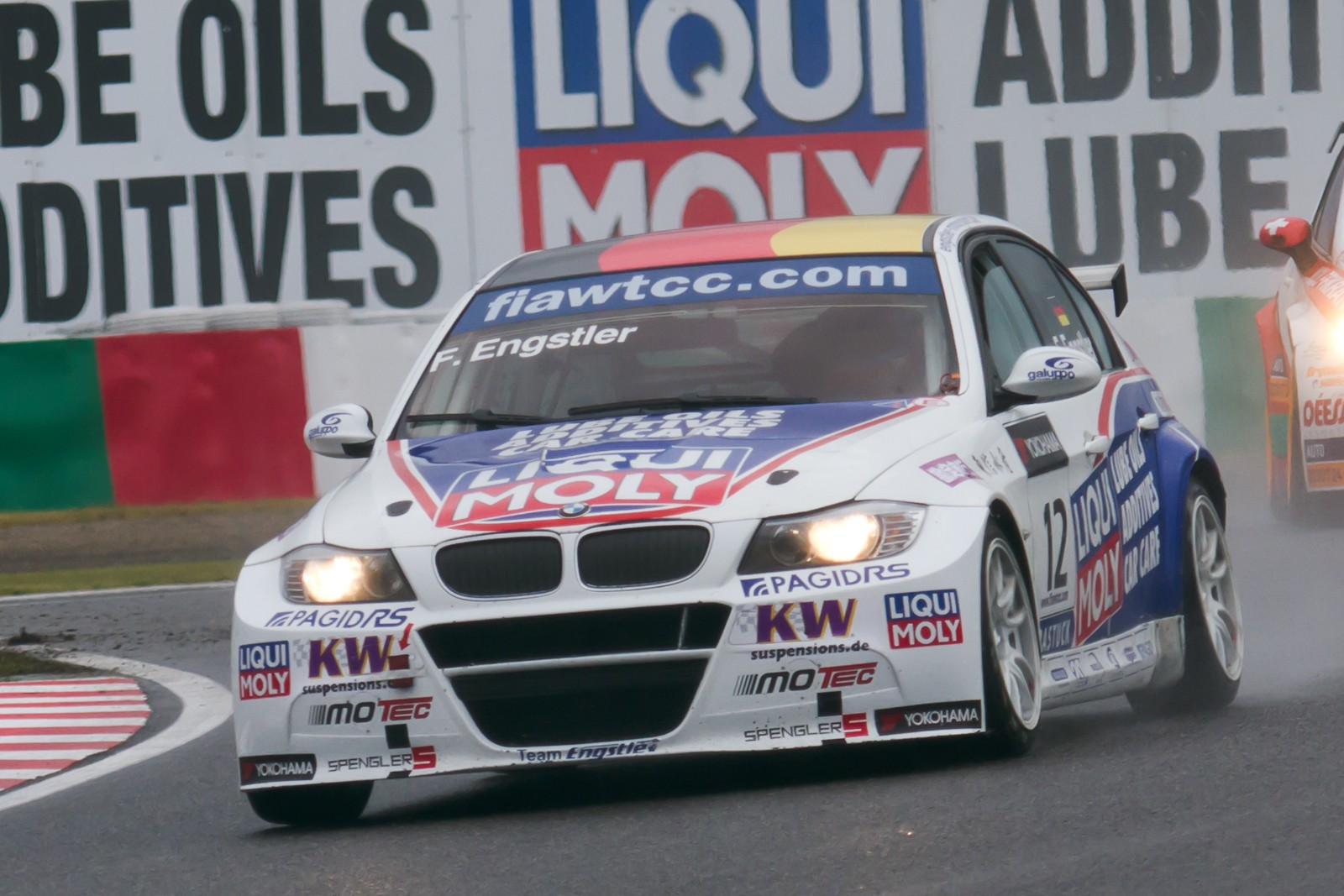
Franz Engstler i BMW 320TC på Suzuka International Racing Course 2011.

## Historia
Världsmästerskapet i standardvagnsracing, World Touring Car Championship, kördes första gången 1987. Då var det en långloppsserie för Grupp A-bilar, med flera stora tävlingar som exempelvis Bathurst 1000 km. Mästerskapet vanns av italienaren Roberto Ravaglia för Schnitzer Motorsport i en BMW M3. Endast den säsongen kördes, eftersom man var tvungen att lägga ned serien på grund av för höga kostnader.

### 2005

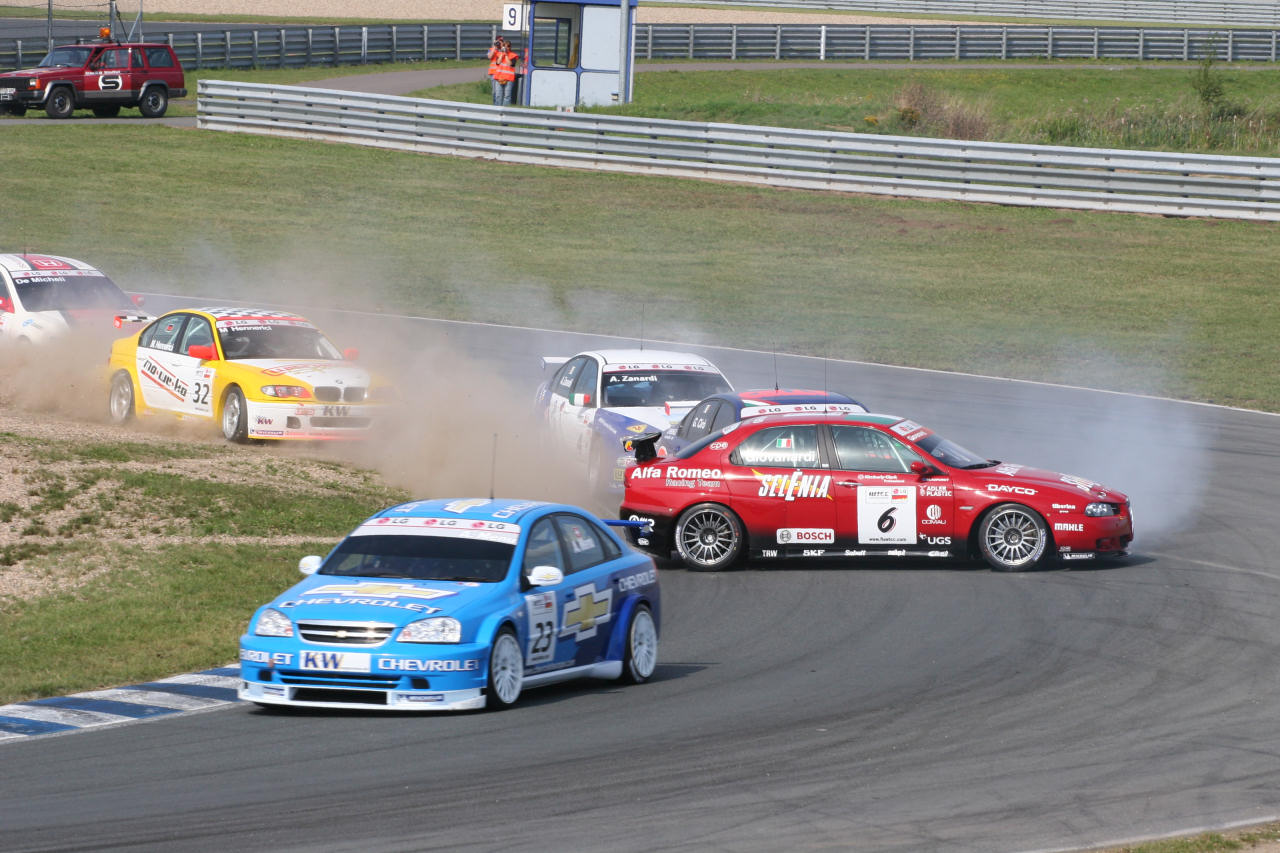
Fabrizio Giovanardi snurrar på Motorsport Arena Oschersleben 2005.

År 2005 återkom World Touring Car Championship. Den här gången med två korta race per tävlingshelg. Det nya WTCC blev en fortsättning av det tidigare europeiska mästerskapet, European Touring Car Championship, som därmed lades ned. Den första säsongen bestod av tjugo deltävlingar, uppdelade på tio banor utspridda över tre kontinenter. Tre bilmärken från säsongen 1987 var tillbaka. BMW, med BMW 320i, Alfa Romeo, med Alfa Romeo 156 GTA, och Ford, med Ford Focus. Utöver dem tillkom SEAT, med SEAT León och SEAT Toledo Cupra, Chevrolet, med Chevrolet Lacetti, och Honda, med Honda Accord Euro R. I övrigt fanns Peugeot 407, Honda Civic Type-R och Toyota Altezza med på startlinjen i några enstaka tävlingar, där de kördes av inhoppare.
Fabrizio Giovanardi, i Alfa Romeo, tog fyra segrar segrar under säsongen och därmed flest. Trots det gick världsmästartiteln till Andy Priaulx i BMW 320si, som hade blivit europeisk mästare i ETCC året innan. Han hade endast en seger, vilken kom i det första racet i FIA WTCC Race of Germany på Motorsport Arena Oschersleben. Han följdes upp av Dirk Müller på andra och Giovanardi på tredje plats. Michelin Independents' Trophy, privatförarcupen, vanns av tysken Marc Hennerici i en BMW 320i.

### 2006

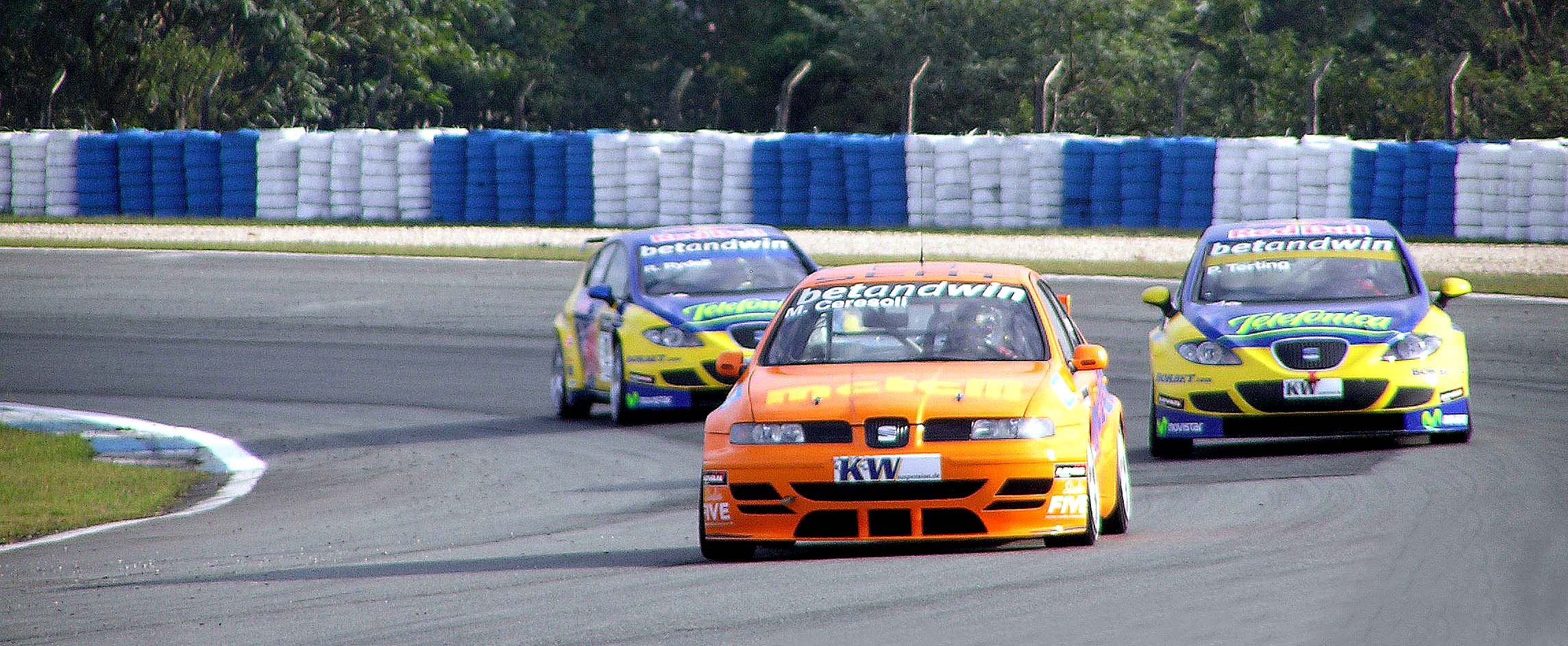
Under 2006 byttes SEAT Toledo Cupra-bilarna ut mot SEAT León.

Till säsongen 2006 försvann Ford helt ut ur mästerskapet, medan BMW, SEAT, Alfa Romeo och Chevrolet stannade kvar som fabriksteam. BMW bytte till sin BMW 320si, istället för BMW 320i. I-versionen fanns dock fortfarande kvar i privatförarcupen. Även SEAT Sport, SEAT:s fabriksteam i WTCC, bytte ut sina SEAT Toledo Cupra mot SEAT León. Man tävlade på nästan samma banor som året tidigare, skillnaden var att FIA WTCC Race of Brazil ersatte FIA WTCC Race of Belgium, alltså Autodromo Internacional de Curitiba istället för Circuit de Spa-Francorchamps och Brands Hatch ersatte Silverstone Circuit som FIA WTCC Race of UK. WTCC tävlade då i fyra kontinenter. En stor förändring var att WTCC bytte däckleverantör, från franska Michelin till japanska Yokohama.. Privatförarcupen bytte därför namn till Yokohama Independents' Trophy.
I förarmästerskapet blev det en jämn kamp mellan den dåvarande regerande världsmästaren, BMW Team UK:s Andy Priaulx, och BMW Team Germanys Jörg Müller. Mästerskapet avgjordes inte förrän i det sista racet för säsongen, på Macaus gator. Müller fick bli som sämst tvåa, och då fick Priaulx inte ta några poäng alls (nia eller sämre). Om istället Müller skulle vinna, fick Priaulx inte bli bättre än sjua. Jörg Müller vann racet, från sin tredje startposition, men Priaulx blev femma och tog därför hem sin tredje raka titel, med ETCC-titeln inräknad. I Yokohama Independents' Trophy vann Tom Coronel från Nederländerna överlägset, med tio segrar, i sin SEAT León (de två första racen körde han med SEAT Toledo Cupra). Tvåa blev den enda BMW 320si:n i privatförarcupen, Luca Rangoni, 78 poäng efter.

### 2007

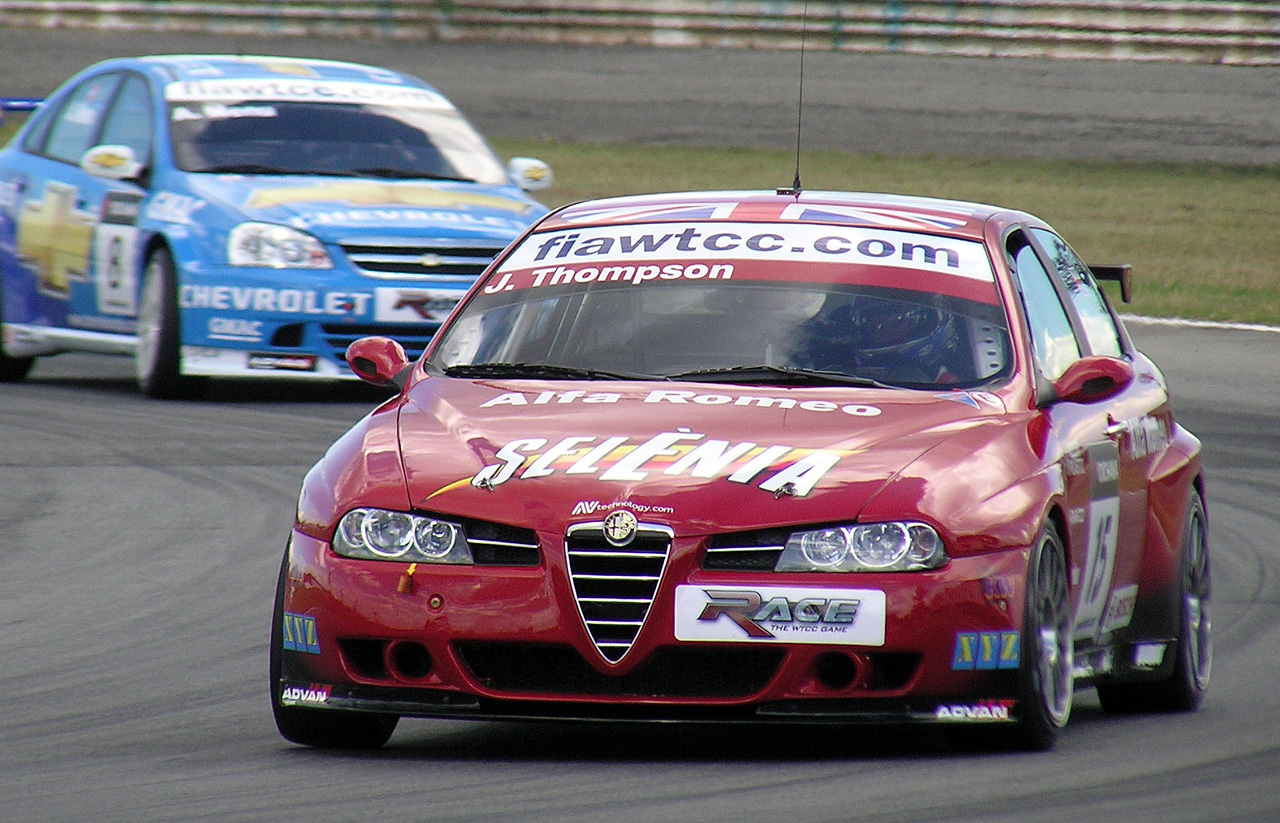
2007 var N.Technologys sista år i World Touring Car Championship med Alfa Romeo.

Säsongen 2007 var alla SEAT Toledo Cupra borta. Säsongen bestod av 22 race, bland annat FIA WTCC Race of Sweden på Scandinavian Raceway. Race of Mexico ersattes av Race of the Netherlands på Circuit Park Zandvoort, eftersom Autódromo Miguel E. Abed behövde byggas om, då den ansågs vara för farlig. Frankrike lämnade Circuit de Nevers Magny-Cours och flyttade till Pau Circuit. Under tävlingarna i Sverige, som ersatte Turkiet, hoppade flera svenska förare in; Rickard Rydell i Chevrolet Lacetti, Fredrik Ekblom i BMW 320si, Carl Rosenblad i BMW 320si, samt Robert Dahlgren i en Volvo S60 Flexifuel. Volvon följde dock inte WTCC:s reglemente, och tilläts därför inte att ta poäng. Rydell, som hade kört för SEAT Sport de två tidigare åren, vann till och med det andra racet på den upptorkande banan. Han fick sedan chansen att köra i Macau för SEAT Sport, vilket ledde till en sjätteplats som bäst. I de sista racen under säsongen bytte SEAT Sport ut vissa av sina bensindrivna motorer mot dieseldrivna. Yvan Muller, Jordi Gené och Gabriele Tarquini var de som fick chansen att testa dem.
I det totala mästerskapet vann återigen Andy Priaulx, när Yvan Muller inte kom till start i det andra racet i Macau. James Thompson, i en Alfa Romeo 156 GTA, var inte heller långt efter och slutade trea. Privatförarcupen vanns av Stefano D'Aste i en BMW 320si, två poäng före Luca Rangoni, även han i en BMW 320si.

### 2008

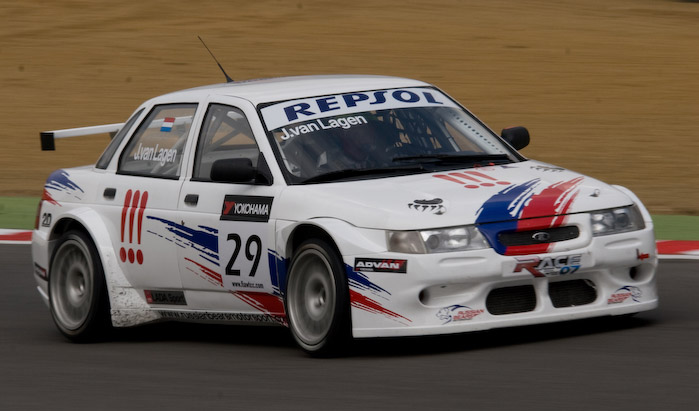
2008 var Ladas första säsong.

År 2008 tillkom ett nytt bilmärke i World Touring Car Championsip; Lada, med Lada 110 2.0. Ladabilarna drevs av det ryska teamet Russian Bears Motorsport, som året innan hade tävlat i privatförarcupen med tre BMW 320i. De tävlade som mest med tre bilar, vilka kördes av Jaap van Lagen, teamchefen Viktor Sjapovalov och Kirill Ladygin. De var inte med de två första tävlingshelgerna, utan hoppade på i Spanien på Circuit de la Comunitat Valenciana Ricardo Tormo. N.technology, som tidigare drev Alfa Romeo i WTCC, bytte bilar till Honda Accord Euro R. Deras första tävling kom också i Valencia, då med endast James Thompson som förare. Han lyckades inte så bra i den nya bilen, men tog ändå en seger och en tredjeplats i FIA WTCC Race of Europe på Autodromo Enzo e Dino Ferrari. I SEAT Sport hade man åter fått förtroendet för Rickard Rydell, och han tog två segrar för dem under säsongen. På tävlingskalendern stod 24 race, uppdelade på 12 banor. Från början var det tänkt att Sverige och Scandinavian Raceway skulle stå som värd för en tävlingshelg igen, men den ersattes av FIA WTCC Race of Europe på Autodromo Enzo e Dino Ferrari. Mexiko var tillbaka med Autódromo Miguel E. Abed, som nu var ombyggd. FIA WTCC Race of Portugal flyttade från Circuito da Boavista, stadsbanan i Porto, till Autódromo do Estoril. Även FIA WTCC Race of Japan på Okayama International Circuit tillkom för första gången.
Det här året var det inte Andy Priaulx som var i toppen i mästerskapet. Han tog endast en seger, på Pau Circuit, och slutade inte bättre än fyra totalt. Inför avslutningen i Macau hade Yvan Muller ett försprång på fjorton poäng före teamkamraten Gabriele Tarquini, som var den enda som kunde hota Muller att ta titeln. Han lyckades dock inte med det, utan fick nöja sig med andraplatsen bakom Yvan Muller. Trea, endast en poäng bakom Tarquini, kom Robert Huff i Chevrolet Lacetti. Det var Chevrolets första riktigt bra placering i WTCC, sedan starten 2005. Rickard Rydell tog femteplatsen totalt. I Yokohama Independents' Trophy vann Sergio Hernández i en BMW 320si för Scuderia Proteam Motorsport, långt före tvåan Franz Engstler och trean Stefano D'Aste.

### 2009

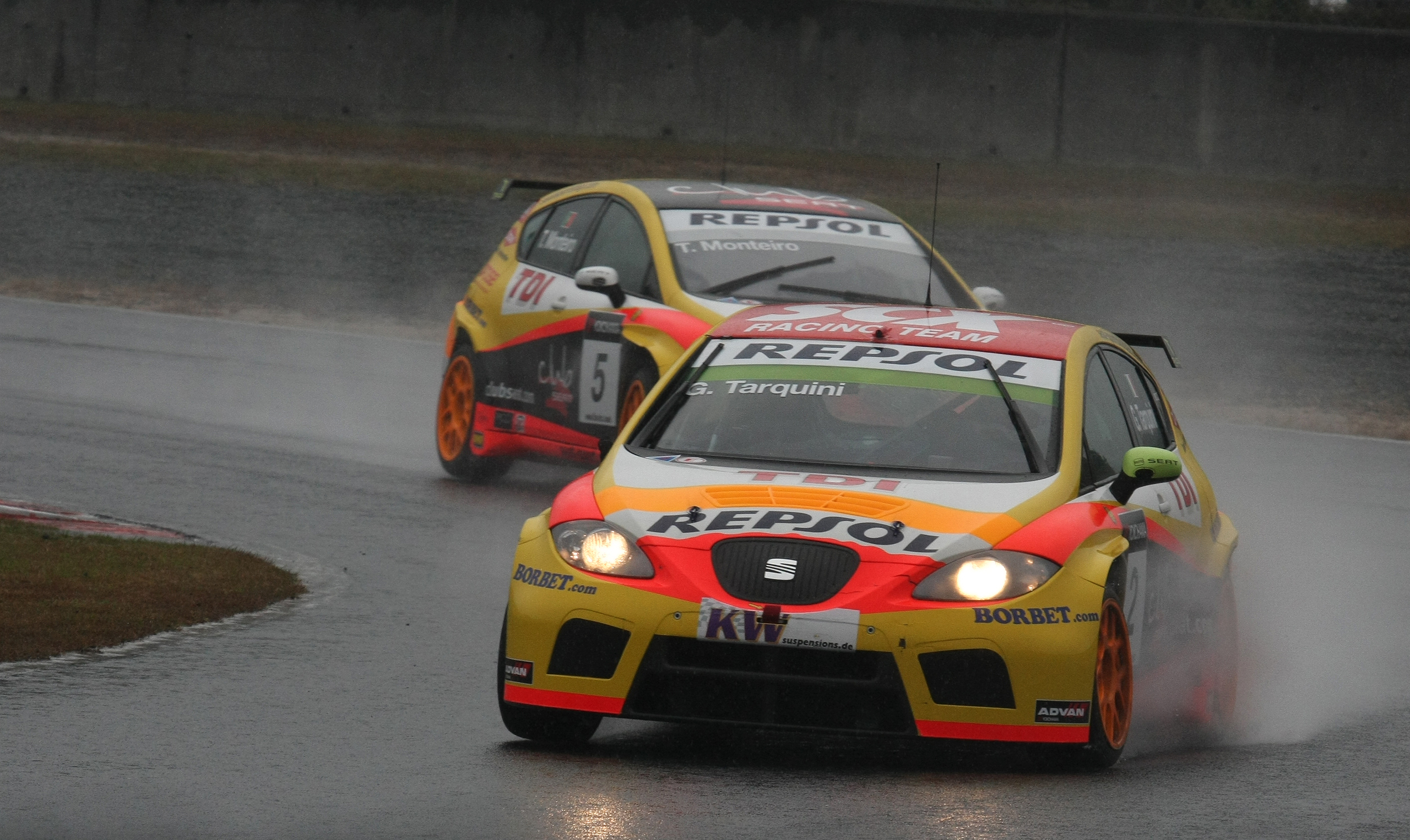
Gabriele Tarquini blev 2009 års världsmästare.

Till säsongen 2009 bytte RML Group, Chevroletteamet, ut sina Lacetti mot den nyare modellen Cruze LT. N.technology lade ned sin WTCC-satsning helt, och mästerskapet förlorade då ett bilmärke. Russian Bears Motorsport fortsatte driva Ladabilar, nu under namnet Lada Sport. Skillnaden var att de nu började tävla i märkesmästerskapet, istället för privatförarcupen. De började säsongen med samma förare och bilar som året innan, men till FIA WTCC Race of Portugal, som var tillbaka på Circuito da Boavista, anslöt James Thompson i en Lada Priora. I samband med det slutade teamchefen Viktor Sjapovalov att köra. Senare under säsongen ersattes Lada 110 2.0 helt och hållet av Lada Priora.
I tävlingskalendern tillkom FIA WTCC Race of Morocco på Marrakech Street Circuit, en stadsbana i den marockanska staden Marrakech. Marocko fick också sin första förare, Mehdi Bennani, som tävlade i en SEAT León 2.0 TFSI i privatförarcupen för det franska teamet Exagon Engineering. Race of Italy flyttade från Autodromo Nazionale Monza till Autodromo Enzo e Dino Ferrari, samt Portugal bytte tillbaka till Circuito da Boavista. Det andra racet där, som vanns av Augusto Farfus, blev WTCC:s hundrade race sedan starten 2005.
Även om James Thompson lyckades ta Ladas första poäng, genom två sjätteplatser, var de långt efter de övriga bilmärkena. I täten gjorde Gabriele Tarquini en oerhört jämn säsong, med endast ett brutet race. Dock bara tre segrar. 2008 års mästare, Yvan Muller var också jämn, men med två race som han inte blev klassificerad i, räckte det inte till en andra titel. Även Augusto Farfus var nära, med hela sex segrar, men det räckte inte till mer än tredjeplatsen bakom de båda SEAT-förarna. Återigen gjorde Andy Priaulx en ganska ojämn säsong, och slutade fyra. Rickard Rydell inledde säsongen starkt med en seger, en andraplats och två tredjeplatser på det fyra första tävlingarna. Sedan gick det rejält nedför, när han inte tog ett enda poäng på de sex efterföljande tävlingarna. Resten av säsongen var väldigt ojämn, och slutplaceringen blev en sjundeplats. I Yokohama Independents' Trophy tog Tom Coronel sin andra titel, före Félix Porteiro och Franz Engstler. Engstler var dock ganska långt efter.

### 2010

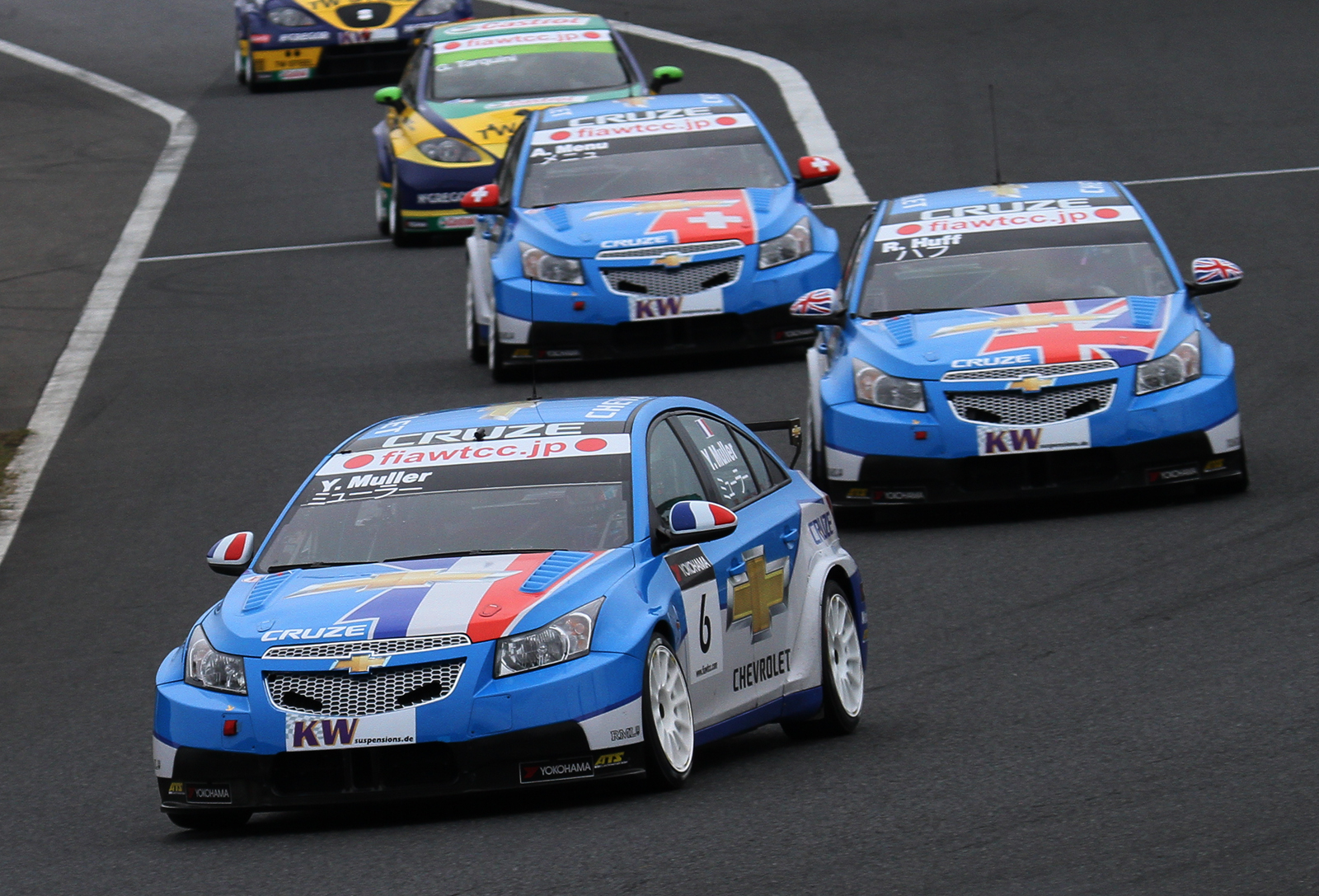
Chevrolets tre bilar, med Yvan Muller främst, 2010.

Efter säsongen 2009 drog SEAT ned sin WTCC-satsning rejält och deras fabriksteam, SEAT Sport, försvann. De valde att istället bara hjälpa privatteamen med att leverera bilar. Problemet då var att SEAT Sports fem förare, bland annat den dåvarande regerande världsmästaren Gabriele Tarquini, inte hade något team att tävla för längre. Lyckligtvis startade privatteamet SUNRED Engineering ett halvfabriksteam, kallat SR-Sport, som Tarquini, Jordi Gené, Tiago Monteiro och SUNRED:s tidigare förare, Tom Coronel, fick plats i. Dock hamnade Rickard Rydell utanför och bestämde sig därför att sluta tävla internationellt. Yvan Muller hade redan innan den sista deltävlingen 2009 skrivit på för Chevrolets fabriksteam, då Nicola Larini avslutat sin karriär. Även BMW drog ned rejält. Både Schnitzer Motorsport, som drev BMW Team Germany, och ROAL Motorsport, som drev BMW Team Italy-Spain, försvann och kvar stod endast Racing Bart Mampaey, som tidigare bara hade drivit Andy Priaulxs bil under namnet BMW Team UK. Till 2010 bytte RBM tävlingsnamn till BMW Team RBM och Augusto Farfus fick köra en andra bil för dem. Även Lada drog sig ur, eftersom de valde att satsa sina pengar på att sponsra Renaults Formel 1-team. I privatförarcupen återkom två Chevrolet Lacetti, drivna av bamboo-engineering, som kördes av Darryl O'Young och Harry Vaulkhard. Vaulkhard fick dock ekonomiska bekymmer efter drygt halva säsongen och tvingades hoppa av. Istället tog japanen Yukinori Taniguchi över. FIA införde en ny poängskala, eftersom antalet team i Formel 1 ökade. För att få samma i alla klasser, ändrades den också i WTCC. Den nya skalan ger de tio första förarna i mål poäng, där vinnaren får 25, tvåan 18, trean 15, och sedan 12, 10, 8, 6, 4, 2 och till sist 1 för tiondeplatsen. Läs mer under rubriken "Poäng".

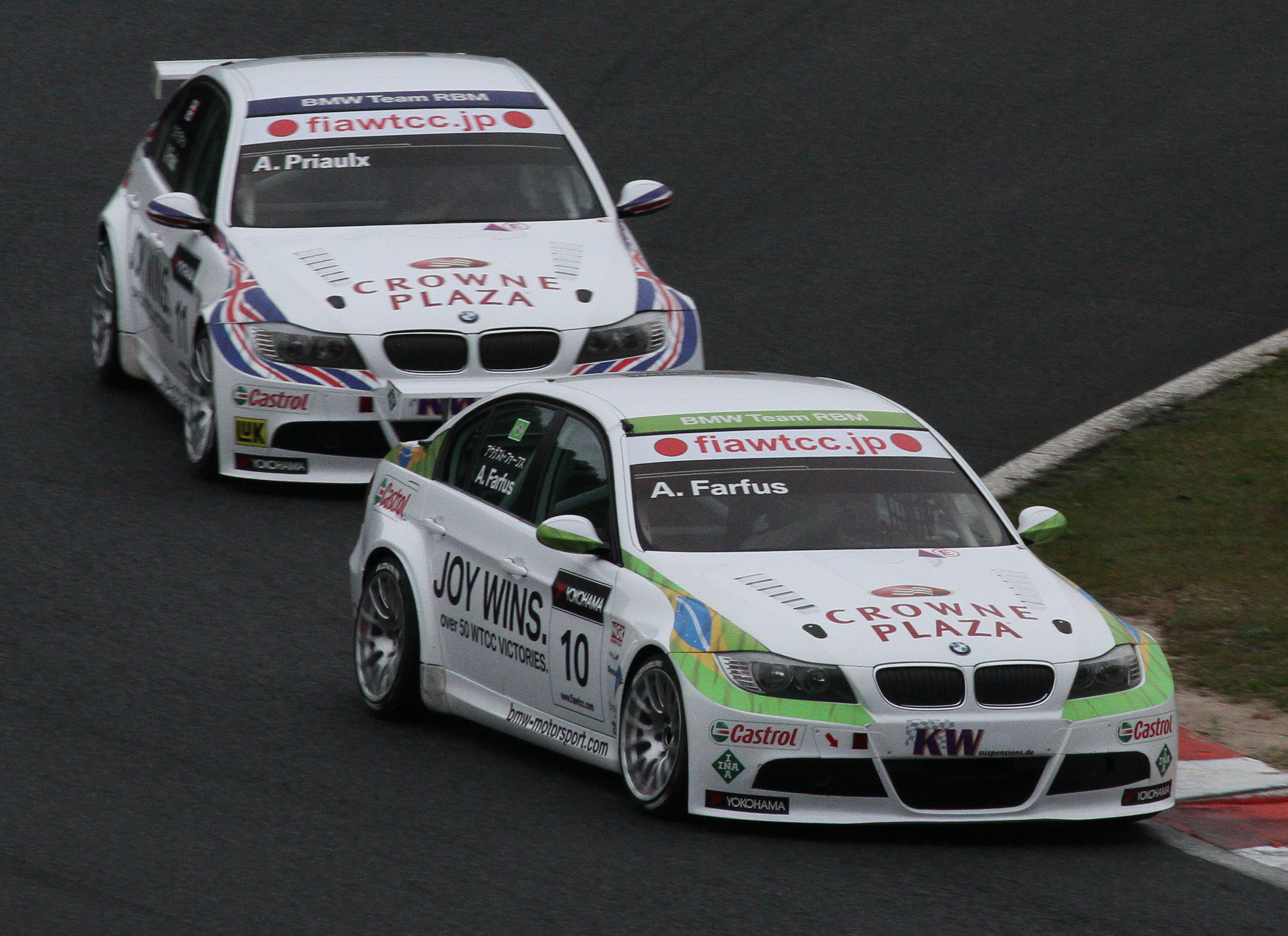
BMW Team RBM:s bilar blev diskvalificerade på Okayama International Circuit 2010.

I tävlingskalendern ersatte Race of Belgium, på Circuit Zolder, Race of Mexico, på Autódromo Miguel E. Abed. Detta på grund av oroligheter efter en tids översvämningar i Mexiko. Man kunde därför inte garantera säkerheten för besökarna. Race of Italy var tillbaka på Autodromo Nazionale Monza och Race of Portugal flyttade till den nybyggda Autódromo Internacional do Algarve i Portimão.
Säsongen blev en av de tätaste, framför allt bland de fyra första. Efter tävlingarna i Japan låg Andy Priaulx tvåa, inte så långt efter Yvan Muller. Senare kom dock ett besked om att BMW Team RBM:s bilar blivit diskvalificerade från tävlingarna i Japan. Detta beroende på att BMW, inför tävlingarna, hade bytt till sekventiella växellådor, vilka väger mindre än de vanliga. Man hade också en regel om att bilarna som inte körde med sekventiella växellådor, skulle få extravikt på bilarna som bestraffning. Detta fick då BMW ta bort, vilket gjorde dem ännu lättare. Chevrolet var inte nöjda med det, utan lämnade in en protest till FIA, vilket ledde till att BMW diskvalificerades.
Priaulx hade då bara en minimal chans att ta titeln, vilket han inte lyckades med. Yvan Muller, som hade varit på pallen i 14 av säsongens 22 race, tog titeln. Efter honom kom Gabriele Tarquini och Robert Huff på samma poäng, men Tarquini fick andraplatsen med hjälp av fler segrar under säsongen. Priaulx var inblandad i en startincident i det första racet i Macau och lyckades inte bli klassificerad där. I det andra racet gjorde Priaulx dock en enorm uppkörning och lyckades gå i mål som sjua, från sin 22:a startposition. Totalt blev han fyra. I Yokohama Independents' Trophy tog Sergio Hernández titeln, före Franz Engstler och dansken Kristian Poulsen. Samtliga tre i BMW 320si. Under 2010 kördes även ett mästerskap för nytillkomna förare i WTCC, som kallades WTCC Rookie Challenge. Den vanns av ungraren Norbert Michelisz, före dansken Michel Nykjær och schweizaren Fredy Barth. Samtliga tre i SEAT León 2.0 TDi.

### 2011

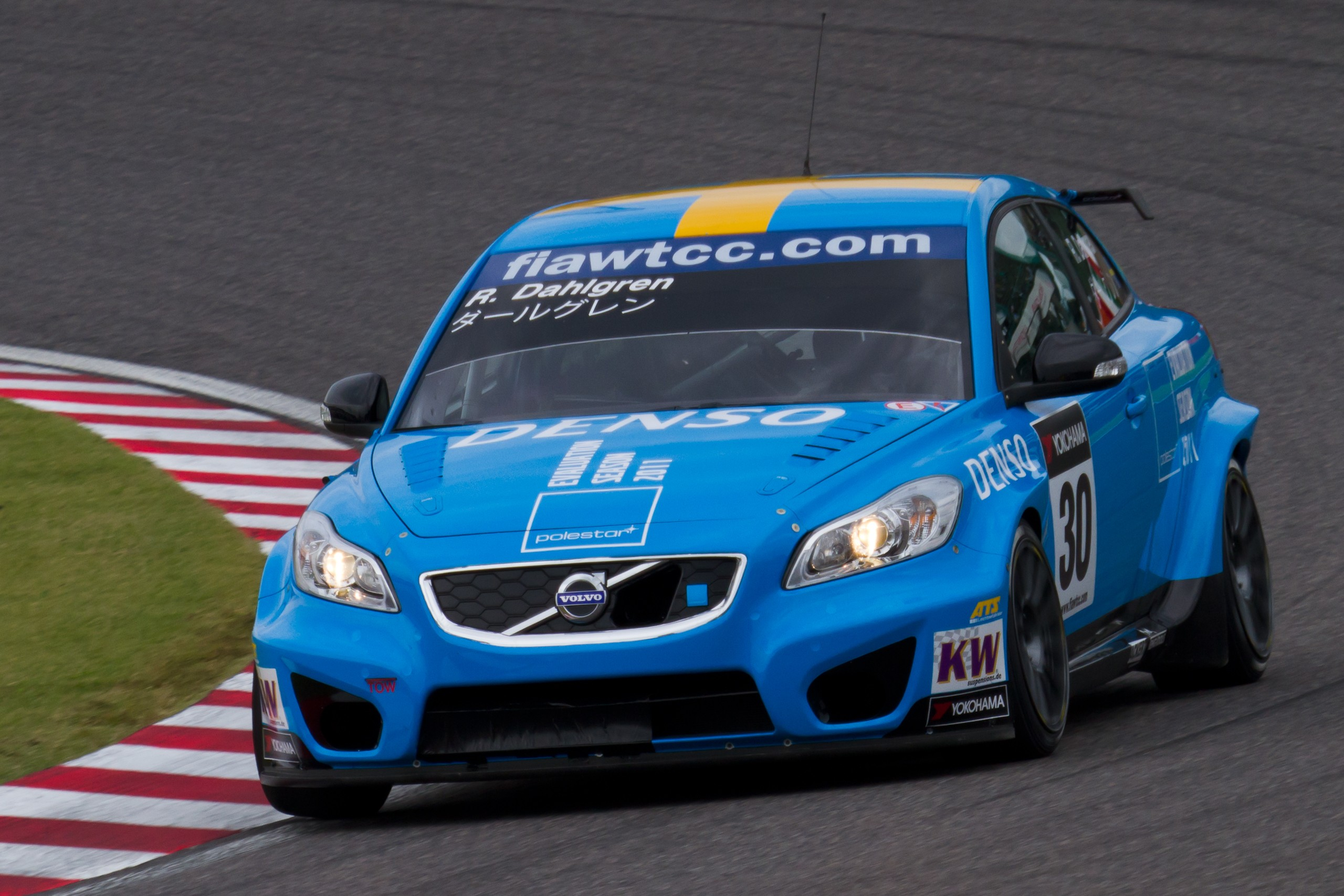
Volvo gör sin första helsäsongssatsning i WTCC under 2011.

Under säsongen 2011 var både de gamla 2,0-liters sugmotorerna och nya 1,6-liters turbomotorer tillåtna. Det är planerat att 2,0-liters sugmotorerna ska tas bort helt till säsongen 2012 och ersättas av de nya fullt ut. Detta har gjort att många nya bilmärken har börjat bli intresserade av att delta. Dock bestämde sig BMW att dra sig ur helt och hållet som fabriksteam, eftersom de inte accepterade de nya reglerna. Detta gjorde att både den trefaldiga mästaren, Andy Priaulx, och hans teamkamrat, Augusto Farfus, försvann ur WTCC för att tävla i GT-racing. Flera privatteam körde dock med bilar från BMW, av modellen BMW 320 TC med 1,6 liters turbomotorer.
Ett nytt bilmärke tillkom; Volvo, som drevs av det svenska teamet Polestar Racing. De tävlade, precis som de gjorde de tidigare säsongerna i Swedish Touring Car Championship, med Robert Dahlgren i en Volvo C30. De inledde säsongen med en tvåliters sugmotor, men bytte till en 1,6-liters turbomotor efter bara några tävlingshelger. Chevrolet valde att behålla sina förare, Yvan Muller, Robert Huff och Alain Menu. De bytte till 1,6-liters turbomotorer direkt och var helt överlägsna säsongen igenom. SUNRED Engineering kontrakterade den allra yngsta föraren någonsin i WTCC; Pepe Oriola, sexton år gammal från Spanien.
I tävlingskalendern tillkom Kina med Guangdong International Circuit, men tävlingarna kom dock att flyttas till Shanghai Tianma Circuit av hemliga anledningar. Övriga skillnader var att den japanska deltävlingen flyttades från Okayama International Circuit till en kort version av Suzuka International Racing Course, den brittiska från Brands Hatch till Donington Park och den portugisiska var tillbaka på Circuito da Boavista.
Chevroletförarna lyckades vinna 21 av säsongens 24 race, och var helt överlägsna i både märkes- och förarmästerskapet. Yvan Muller försvarade sin titel från 2010, men bara med tre poängs marginal till Robert Huff. Huff hade chans att ta titeln ända in i det sista racet, men trots att han vann, blev Muller världsmästare efter att ha blivit trea i Macaus andra race. Bakom dessa två kom RML Groups tredje förare, Alain Menu, följd av Tom Coronel och Gabriele Tarquini. Kristian Poulsen tog hand om privatförarcupen, även om det bara blev två poäng före landsmannen Michel Nykjær och sedan inte så stor lucka ned till Franz Engstler. Jay-Ten Trophy, med förare som körde enligt 2010 års reglemente, vanns av italienaren Fabio Fabiani, eftersom han inte hade några motståndare som körde hela säsongen.

## Reglemente

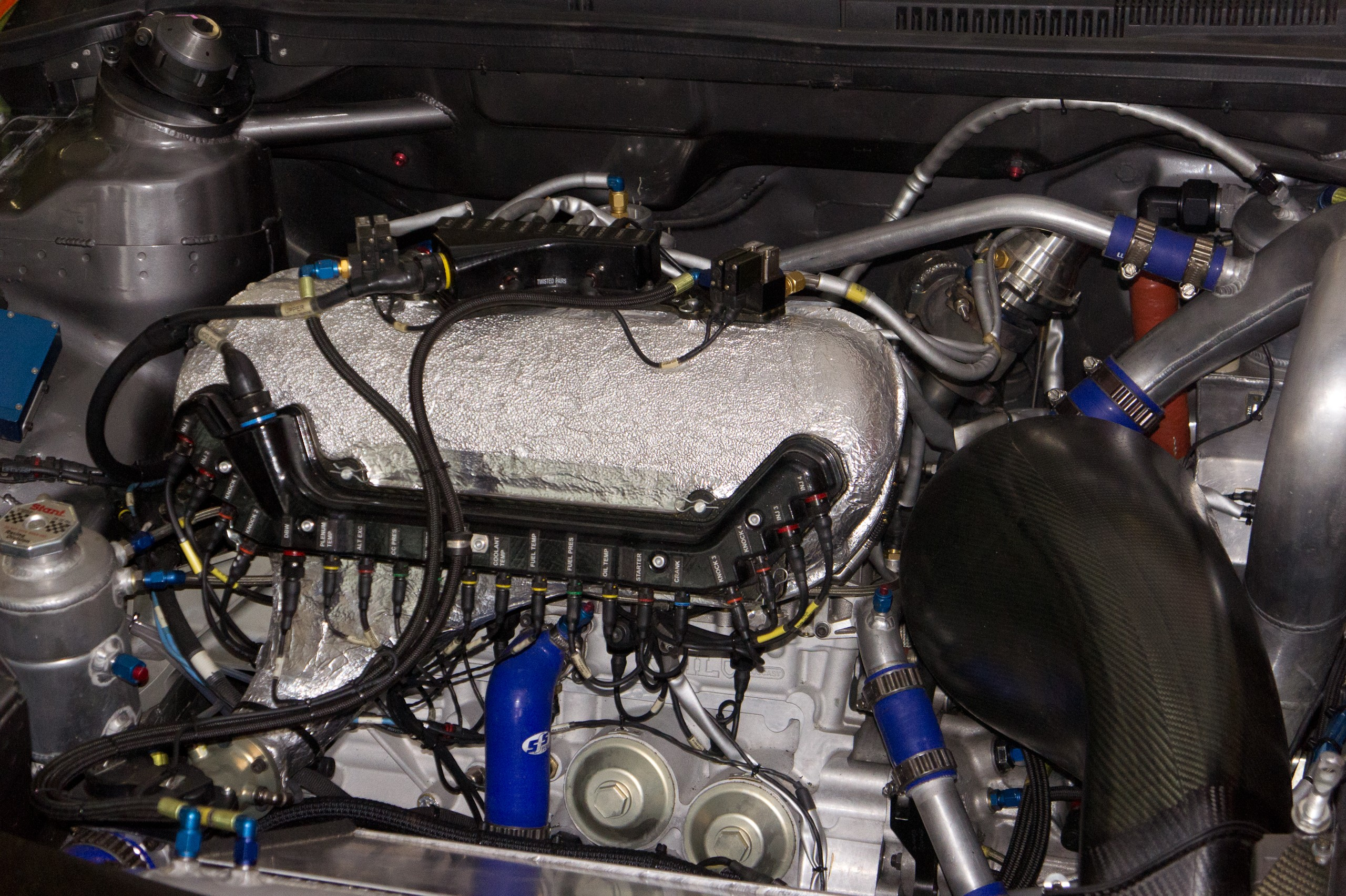
Chevrolets 1,6-liters turbomotor 2011.

### Vikter och motorer
Under 2011 är samtliga Super 2000- och Diesel 2000-bilar tillåtna, 2,0-liters sugmotorer och turboladdade 2,0-liters dieselmotorer, precis som tidigare. Nytt för 2011 är 1,6-liters turbomotorer, som kommer att ersätta 2,0-litersmotorerna till säsongen 2012.
Bilar med 1,6-litersmotorer får väga 1 150 kilogram med framhjulsdrift och 1 170 kilogram med bakhjulsdrift. De framhjulsdrivna bilarna med 2,0-liters sugmotorer har samma vikt som de framhjulsdrivna med 1,6-litersmotorer, alltså 1 150 kilogram. De bakhjulsdrivna får dock väga 1 155 kilogram, medan de med dieseldrivna turbomotorer får väga 1 170 kilogram.

### Däck

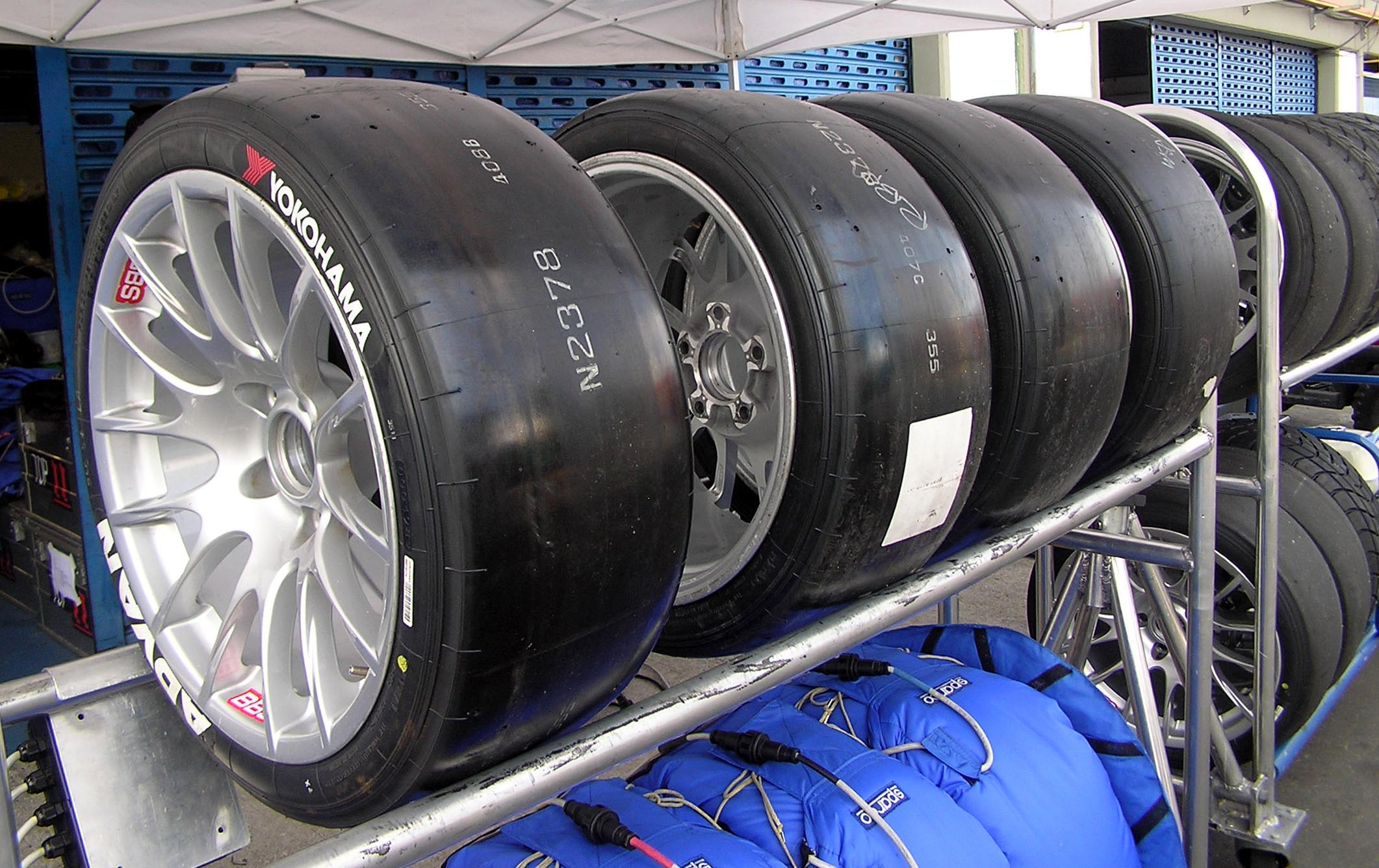
WTCC-däck från Yokohama.

Sedan 2001 levererade Michelin däcken till European Touring Car Championship, vilket de även fortsatte med under WTCC:s första säsong. De ersattes dock av Yokohama till säsongen 2006, som sedan dess har varit den officiella däckleverantören till World Touring Car Championship. Yokohama har ett kontrakt med WTCC som sträcker sig till 2012.

### Klasser
World Touring Car Championship är uppdelat i flera klasser:
- Förarmästerskapet – för samtliga förare som ställer upp, oavsett klass (undantag kan förekomma).
- Märkesmästerskapet – bilmärkenas mästerskap, där de två bästa förarna i varje bilmärke räknas in.
- Yokohama Trophy (under 2006-2010 kallat Yokohama Independents' Trophy och under 2005 Michelin Independents' Trophy) – privatförarcupen, med förare som kör för ett ej fabriksstött team.
- Yokohama Team's Trophy – privatteamscupen. Fungerar som märkesmästerskapet, men är för team utan fabriksstöd.
- WTCC Rookie Challenge – för förare som kör sitt första år i WTCC. Kördes endast under 2010.
- Jay-Ten Trophy – för förare som kör med Super 2000- eller Diesel 2000-reglementet. Infördes 2011, då de nya 1,6-liters turbomotorerna kom.

### Poäng
World Touring Car Championship använder samma skala för poängutdelning som FIA:s övriga klasser. Mellan 2005 och 2009 fick de åtta första förarna i mål, poäng. Ettan fick 10, tvåan 8, trean 6, och sedan i en fallande skala ned till den åttonde föraren, som fick 1 poäng. Till säsongen 2010 fick Formel 1 ett utökat startfält, från 20 till 24 bilar, och FIA bestämde då att man även skulle utöka antalet förare som får poäng. Man ville också att en seger skulle belönas mer än vad den gjorde tidigare, och därför få fler spännande tävlingar. FIA valde att inte bara införa den nya poängskalan i Formel 1, utan också sina övriga klasser, bland annat WTCC. Dock ändrades inte skalan i privatförarcupen eller WTCC Rookie Challenge, som kördes säsongen 2010. Det nya systemet påverkade heller inte den omvända startordningen till race 2 som användes fram till och med 2010.
|             | 1:a | 2:a | 3:a | 4:a | 5:a | 6:a | 7:a | 8:a | 9:a | 10:a | Pole | Snabbaste varv |
| ----------- | --- | --- | --- | --- | --- | --- | --- | --- | --- | ---- | ---- | -------------- |
| 2005 - 2009 | 10  | 8   | 6   | 5   | 4   | 3   | 2   | 1   |     |      |      |                |
| 2010 -      | 25  | 18  | 15  | 12  | 10  | 8   | 6   | 4   | 2   | 1    |      |                |
| IT*         | 10  | 8   | 6   | 5   | 4   | 3   | 2   | 1   |     |      | 1    | 1              |
| Rookie      | 10  | 8   | 6   | 5   | 4   | 3   | 2   | 1   |     |      |      |                |

* Dubbla poäng delas ut under den sista tävlingshelgen i Yokohama Independents' Trophy.

### Kvalifikation
Dagen innan tävlingarna körs en tidskvalificering. Före 2008 var det bara en kvalomgång och ingen utslagning, men sedan 2009 är den uppdelad i två omgångar, Q1 och Q2. De tio snabbaste förarna i det 30 minuter långa Q1, går vidare till det 15 minuter långa Q2. Övriga har kvalat färdigt. I Q2 gör de tio snabbaste förarna upp om pole position i race 1, medan övriga fältet få ställa upp på de positioner de fick i Q1. Mellan 2005 och 2010 vände man på startordningen bland de åtta främst placerade förarna från race 1 till race 2. Den som kom åtta i mål startade alltså i pole position i race 2. Detta utnyttjades av Alain Menu, som två gånger under säsongen 2010 medvetet saktade ned för att få åttondeplatsen och pole position i det andra racet, trots att han fick bestraffningar båda gångerna. Detta ville FIA förhindra, så från och med säsongen 2011 ändrade man sättet att ställa upp bilarna på startgriden till det andra racet. Istället för att man vänder på de åtta främst placerade från race 1, vänder man nu på de tio främsta från Q1 i kvalet. Det har i sin tur skapat att toppförarna inte vill köra max i Q1, för att ta tiondeplatsen och få pole position i race 2. Systemet har därför kritiserats av många förare och team, samt i media och bland publik.

### Race

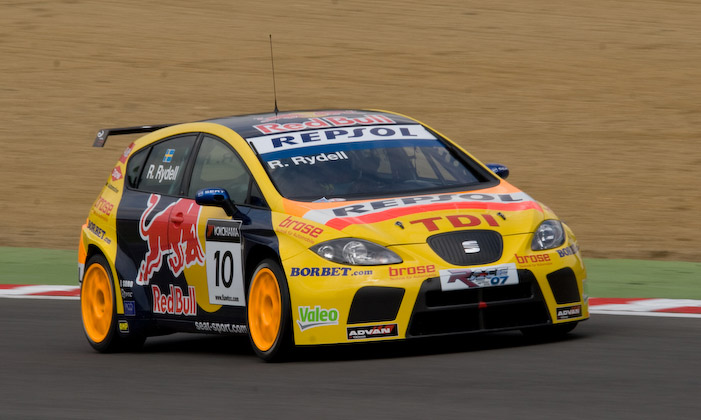
Tidigare körde svensken Rickard Rydell för SEAT Sport.

Varje tävlingshelg består av två race, vilka båda körs på söndagen. Det första racet har rullande start, medan det andra har stående start. Racen är så kallade sprintrace och körs under ungefär tjugo minuter vardera.

### Extravikter
World Touring Car Championship använder sig av ett extraviktssystem för att få jämnare tävlingar.

#### Extravikter 2005-2008
Fram till säsongen 2008 bestraffades enskilda förare vid framgång. Under säsongen 2008 (fram till 2007 hade man andra vikter och ett annat system) lade man ihop poängen från de två racen under varje tävlingshelg, och den som samlade flest poäng på en helg fick 30 extra kilogram att tynga ned sin bil med. Den som fick näst mest poäng fick 25 kilogram, trean fick 20, fyran 15, femman 10 och sexan 5 extra kilo. Dock kunde en förare inte få hur mycket som helst. Säsongen 2007 var 60 kilo max, men det ökades till 70 kilo till 2008. Förare som hamnade längre ned i resultatlistan, fick istället ta bort vikt. Förare som tillkom i mästerskapet under pågående säsong, fick 30 kilo extra, under 2008. Under 2008 fick förarna även extravikt efter antalet poäng de tog under en helg. Om en förare, till exempel, tog fjorton poäng under en tävlingshelg, fick denne fjorton kilogram extra i sin bil till nästa tävling. Dessa vikter togs bort och räknades om efter varje tävlingshelg, så att alltid extravikten för poängen under den senaste tävlingshelgen räknades.

#### Extravikter 2009-
Från och med säsongen 2009 är det inte längre enskilda förare som bestraffas, utan istället varje bilmodell. Detta räknas ut på ett helt annat sätt. Man tar de två snabbaste förarna, från varje bilmodell, och tar ett genomsnitt på deras bästa varvtider i de båda racen. Om en bilmodell är mer än 0,3 sekunder långsammare än den snabbaste modellen, får den långsammare dra av 10 kilo per 0,1 sekund. Den snabbaste modellen har alltid maxvikt, 60 kilogram extra, i sin bil. Dessa viktregler baseras på de tre senaste tävlingarna och börjar först gälla under den tredje tävlingshelgen på säsongen. Innan dess har samtliga bilar minimal vikt.

## Bilar
Följande galleri är en lista över samtliga bilmodeller som använts inom World Touring Car Championship, från och med säsongen 2005.

### Nuvarande bilar (2012)

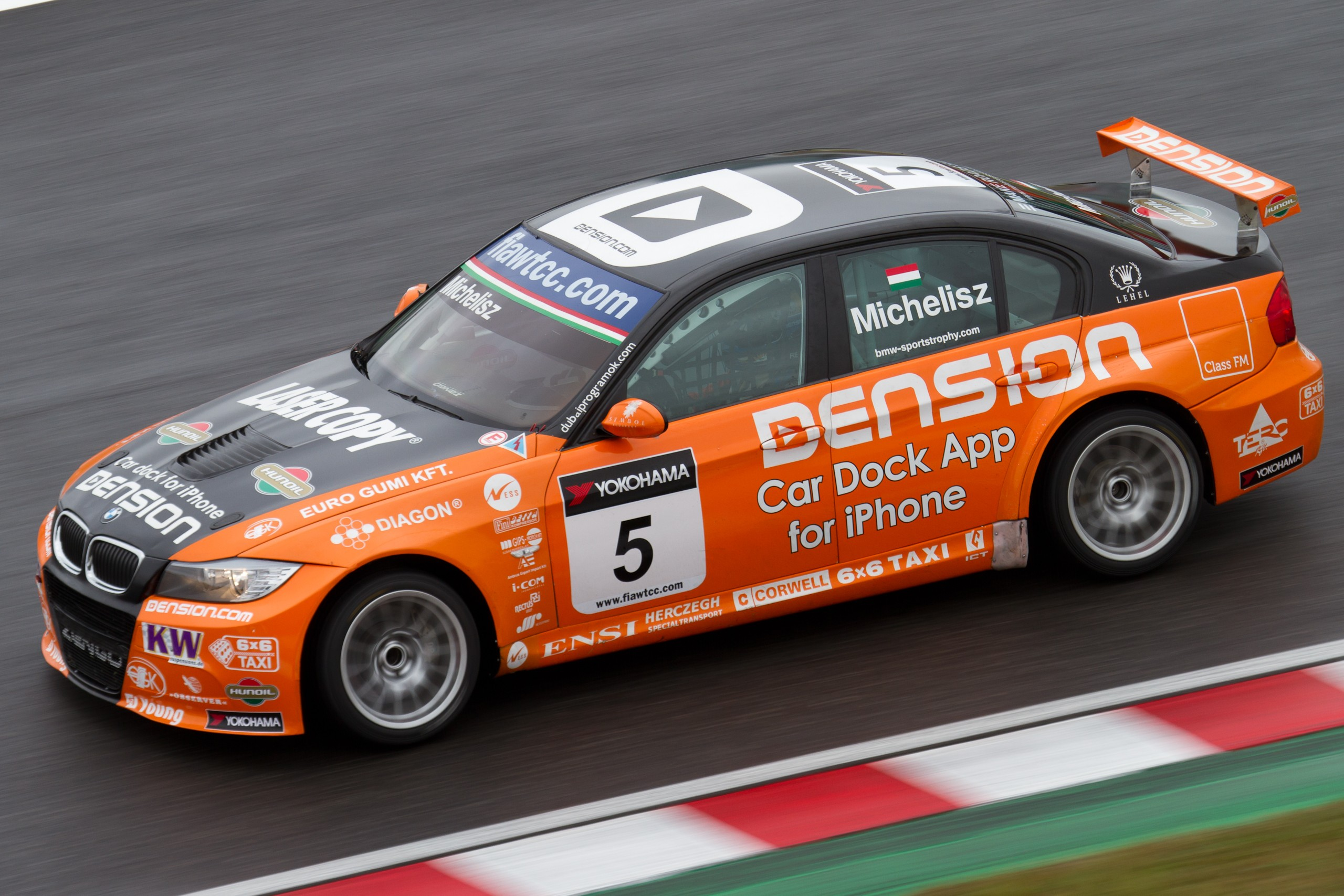
BMW 320TC 2011-
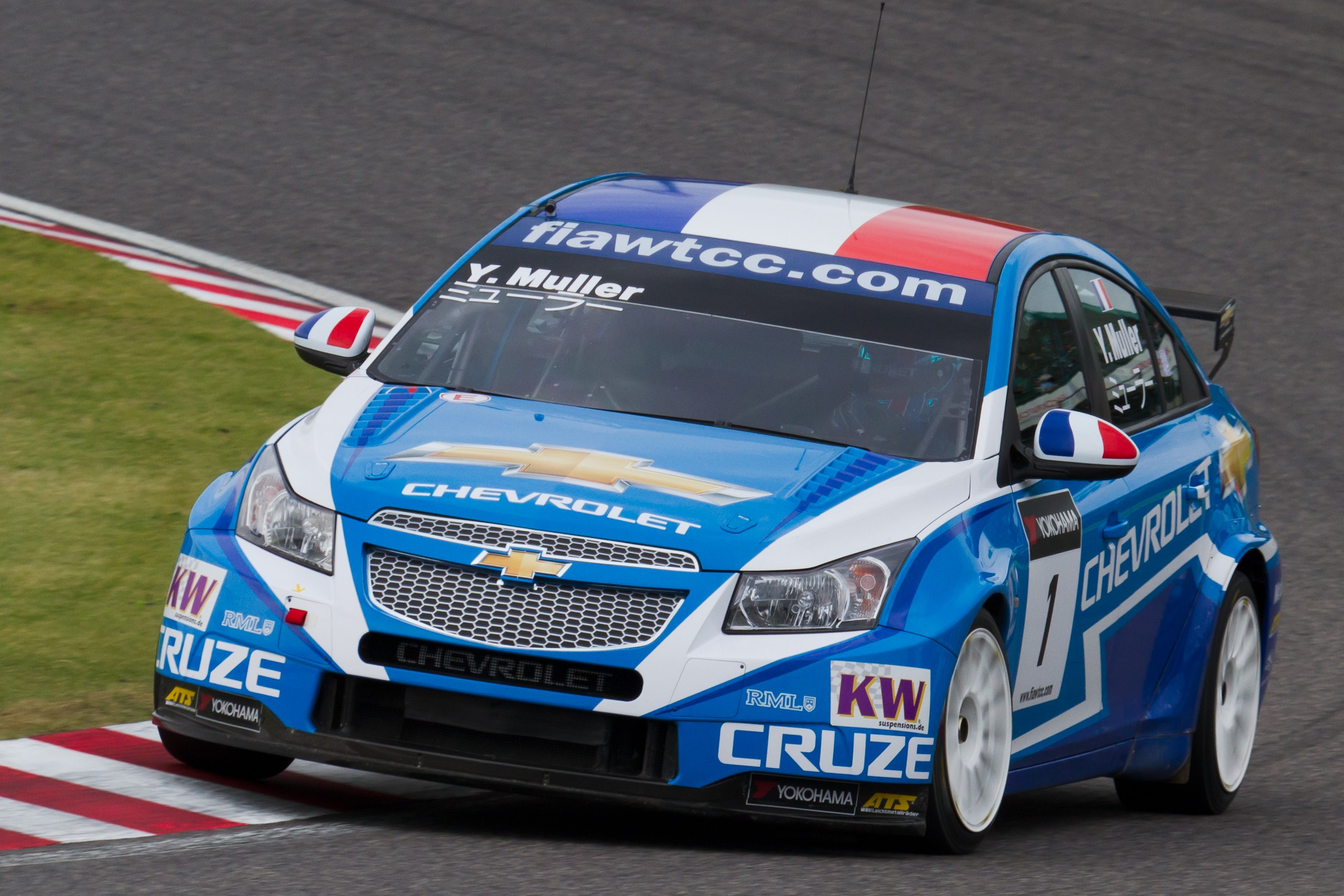
Chevrolet Cruze 1.6T 2011-
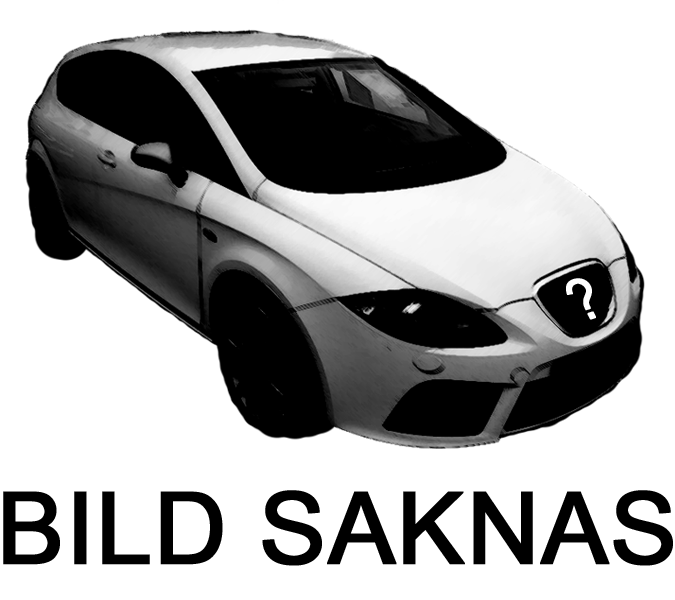
Ford Focus S2000 TC 2012-
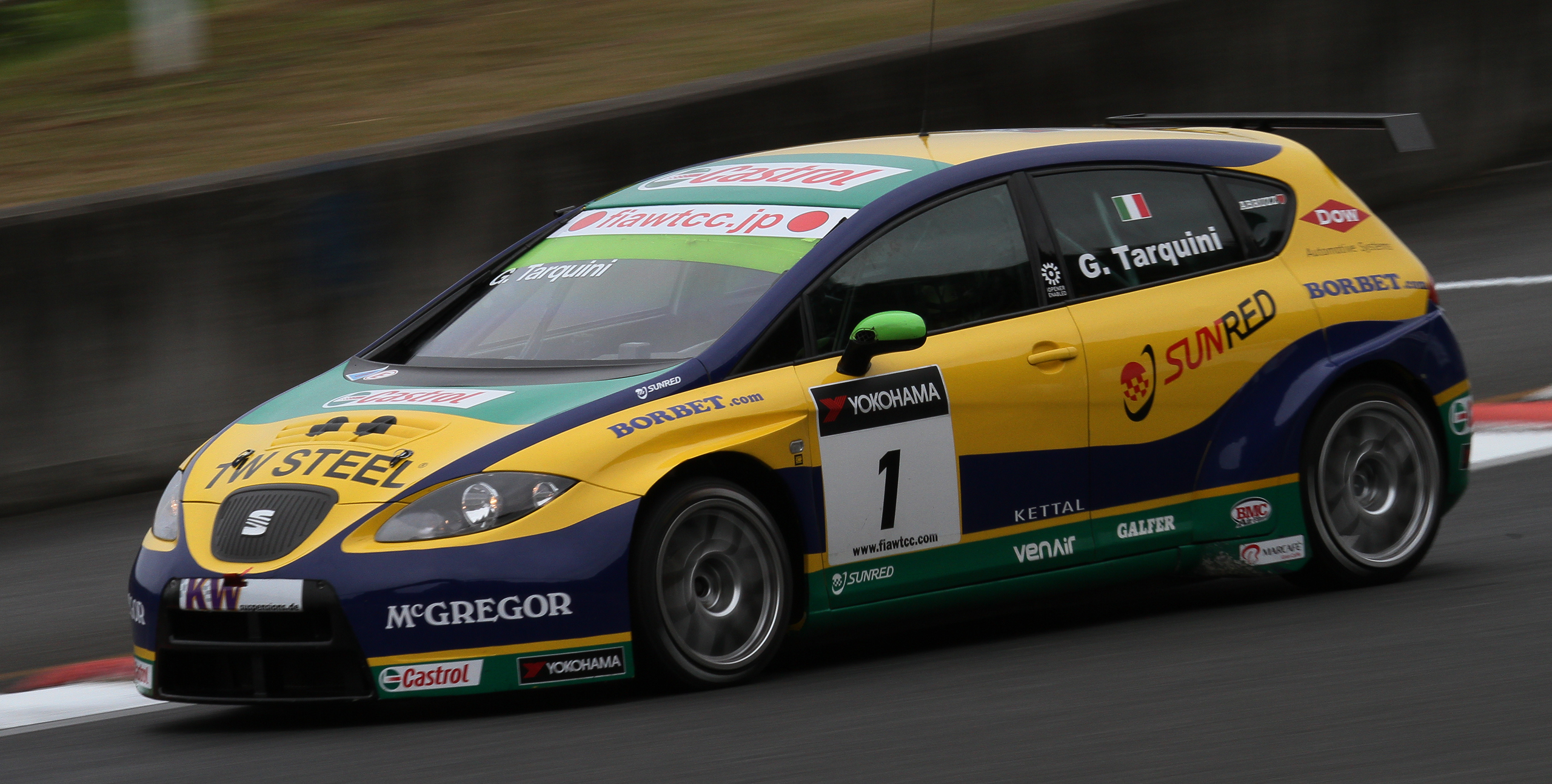
SEAT León 2.0 TDi 2009-
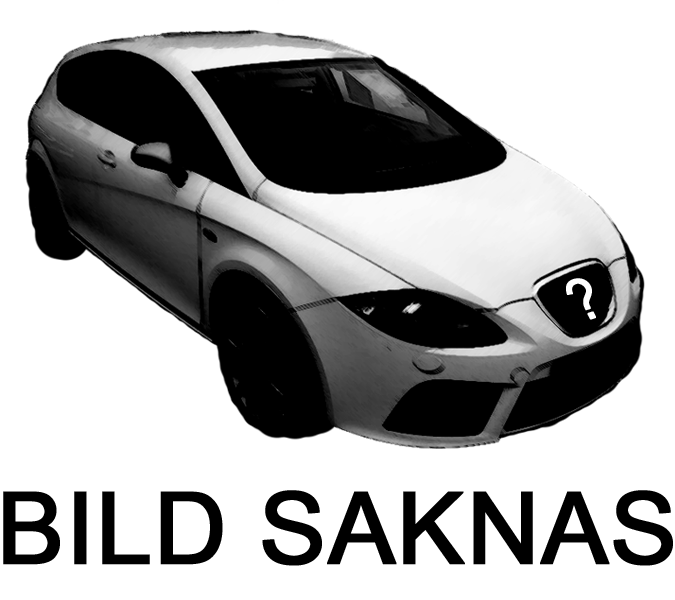
SEAT León WTCC 2012-
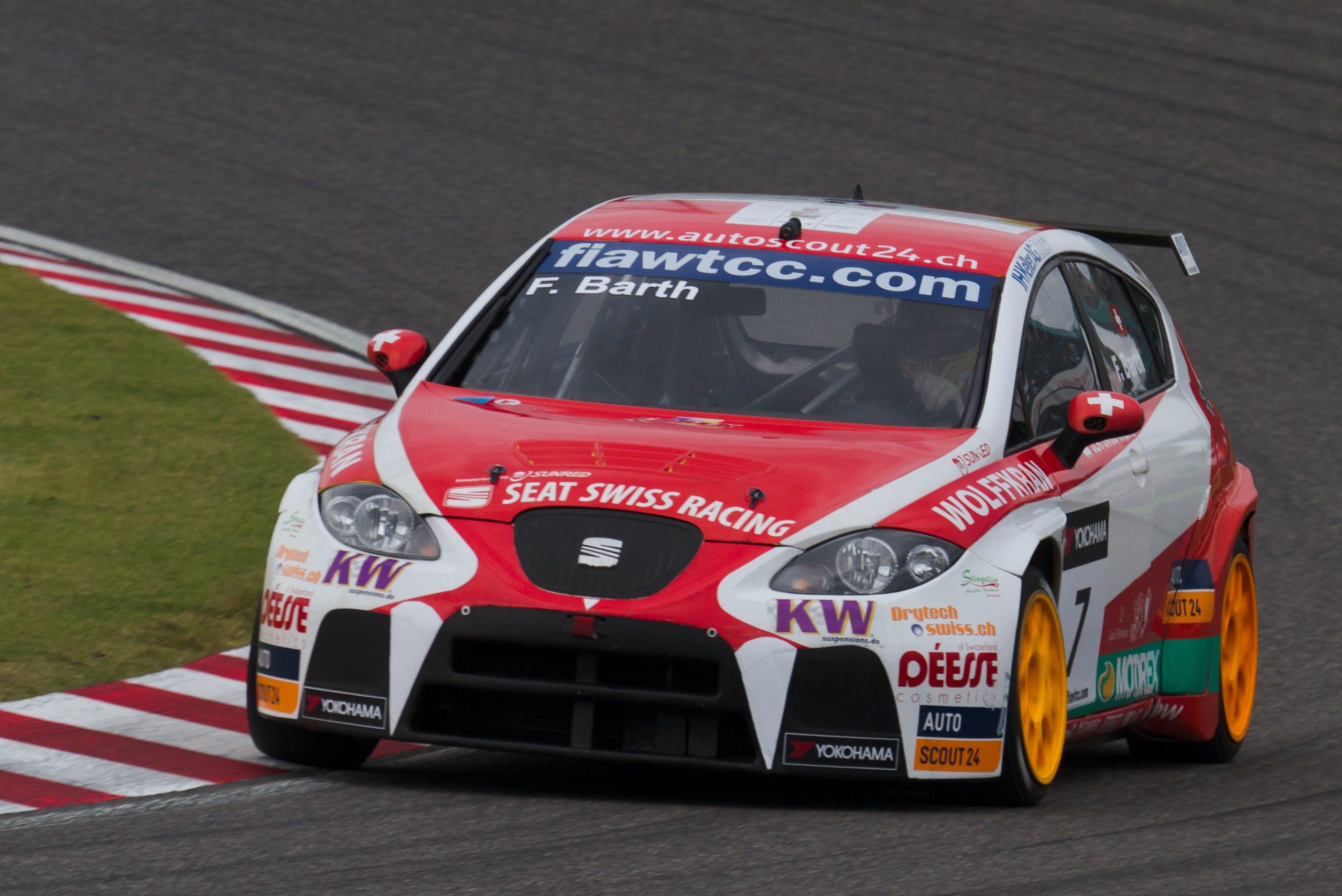
SUNRED SR León 1.6T 2011-

### Tidigare bilar (2005-2011)

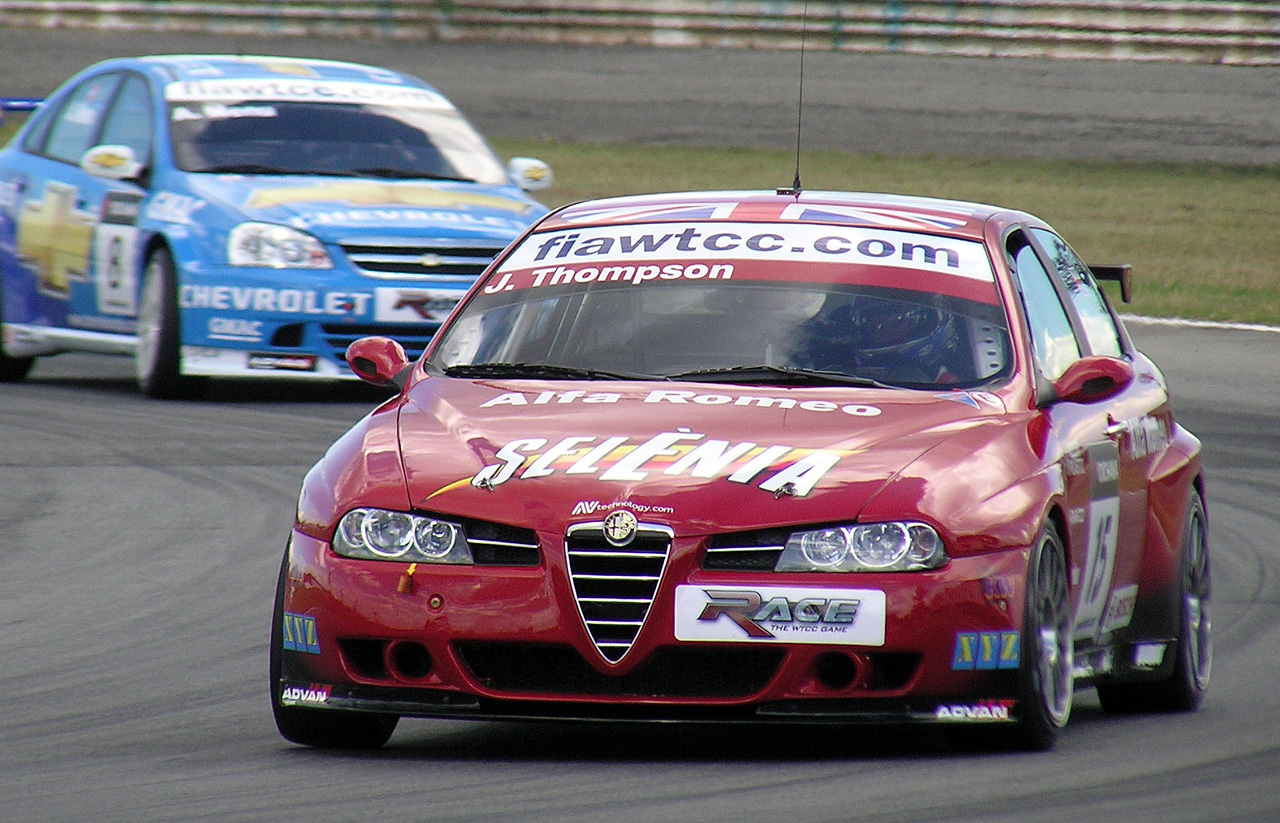
Alfa Romeo 156 GTA 2005-2007
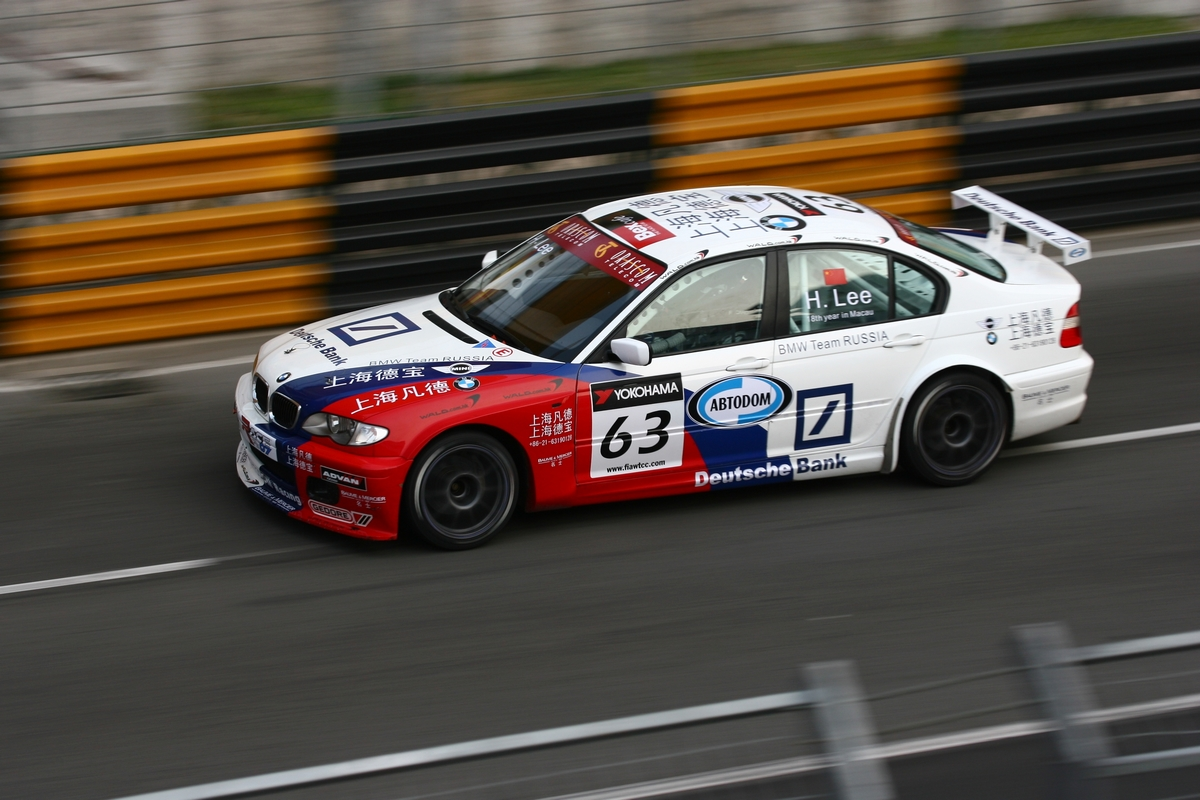
BMW 320i 2005-2008
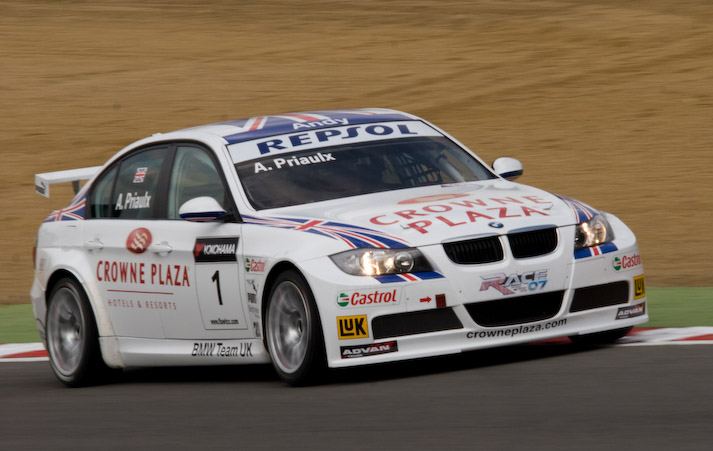
BMW 320si 2006-2011
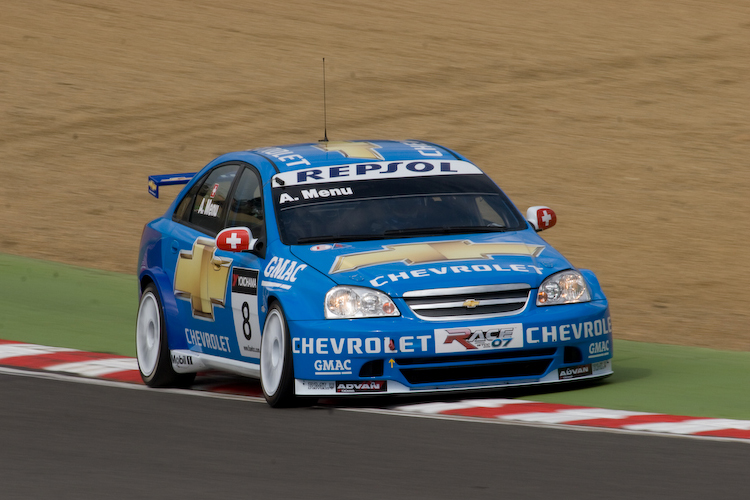
Chevrolet Lacetti 2005-2011
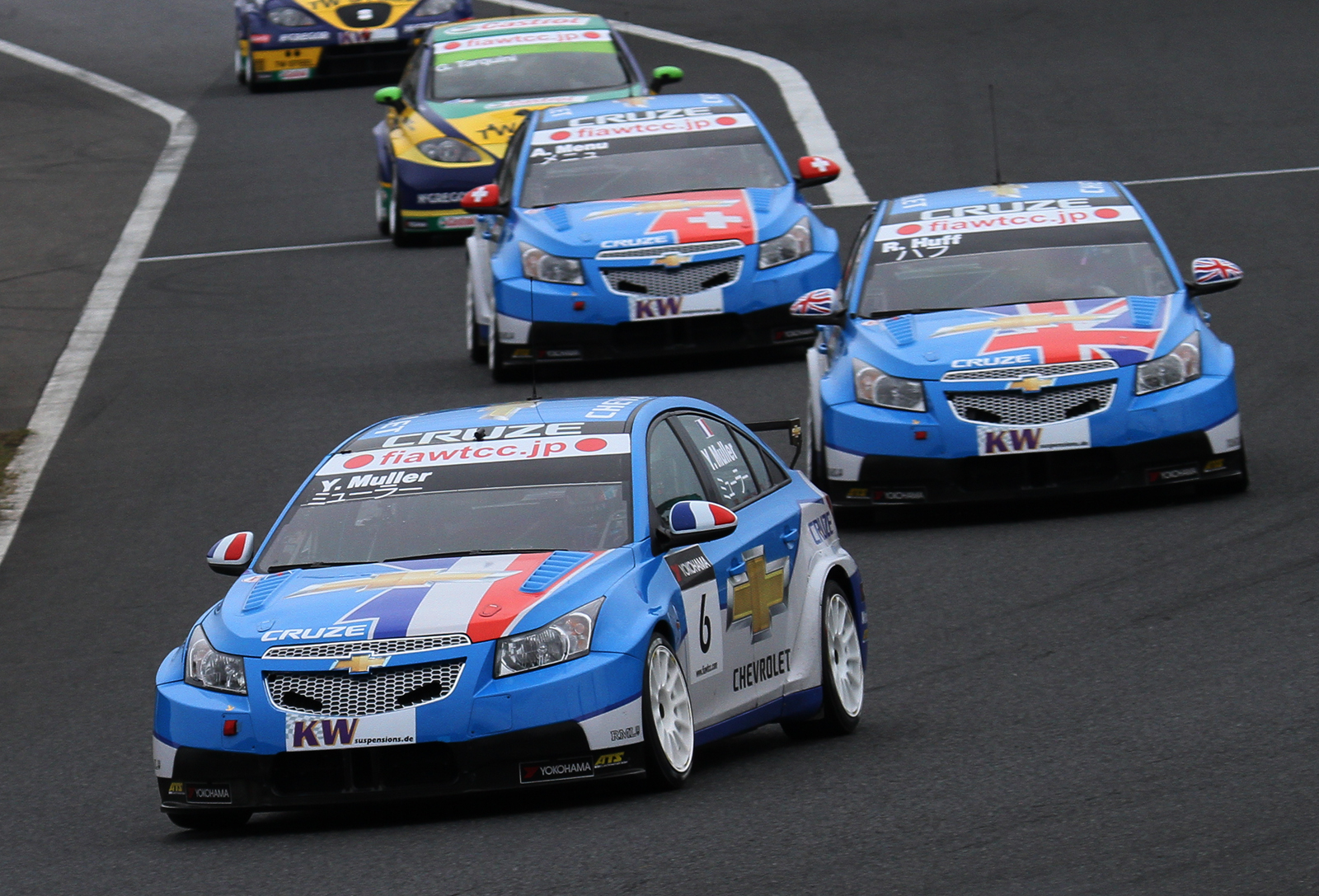
Chevrolet Cruze LT 2009-2010
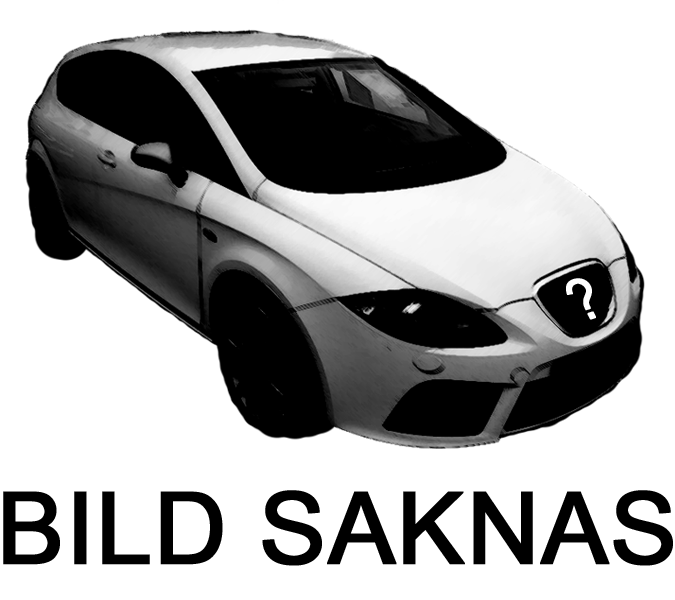
Ford Focus 2005
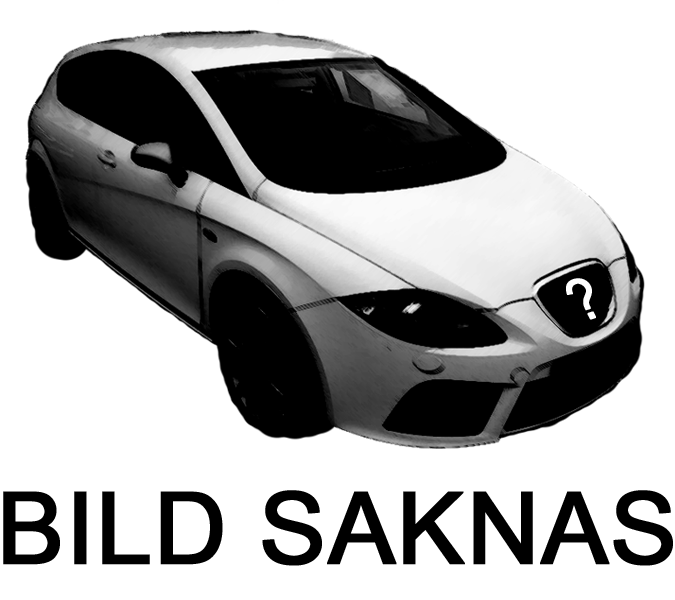
Ford Focus ST170 2005
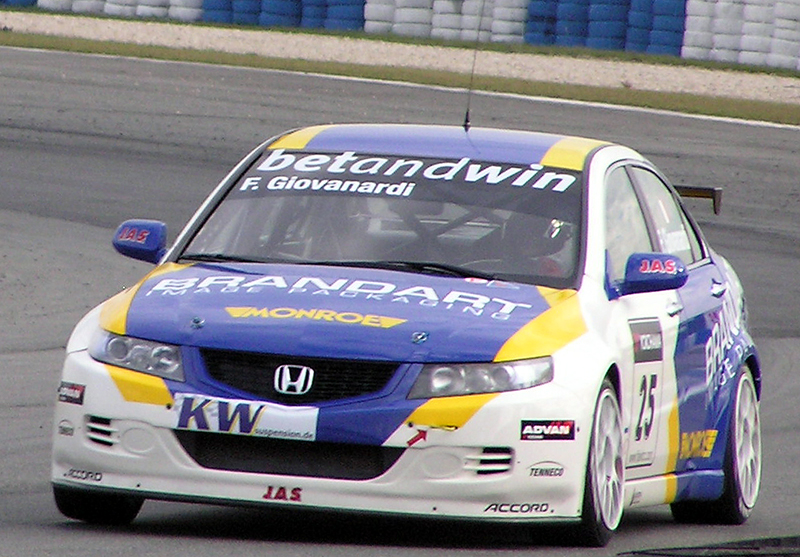
Honda Accord Euro R 2005-2008, 2010-2011
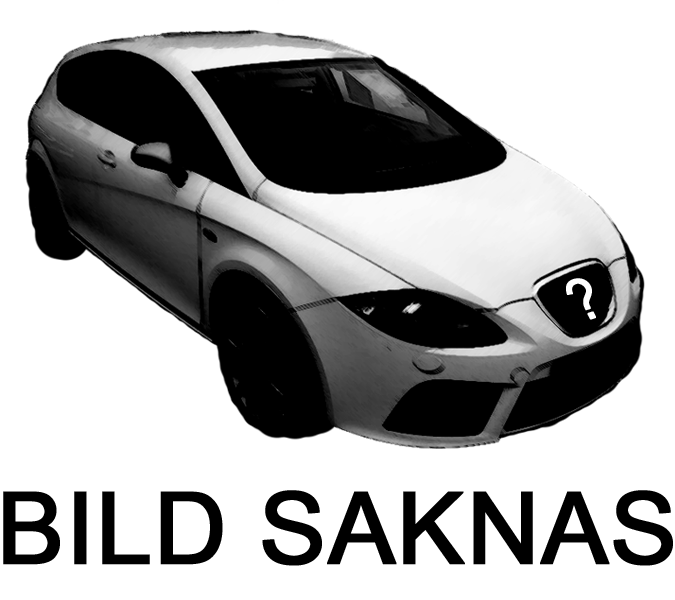
Honda Civic Type-R 2005, 2010
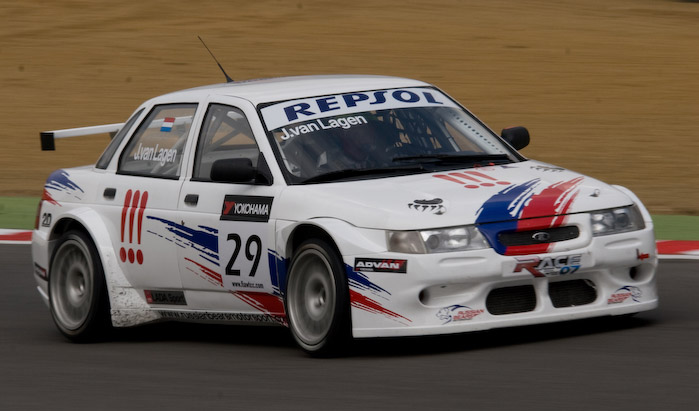
Lada 110 2.0 2008-2009
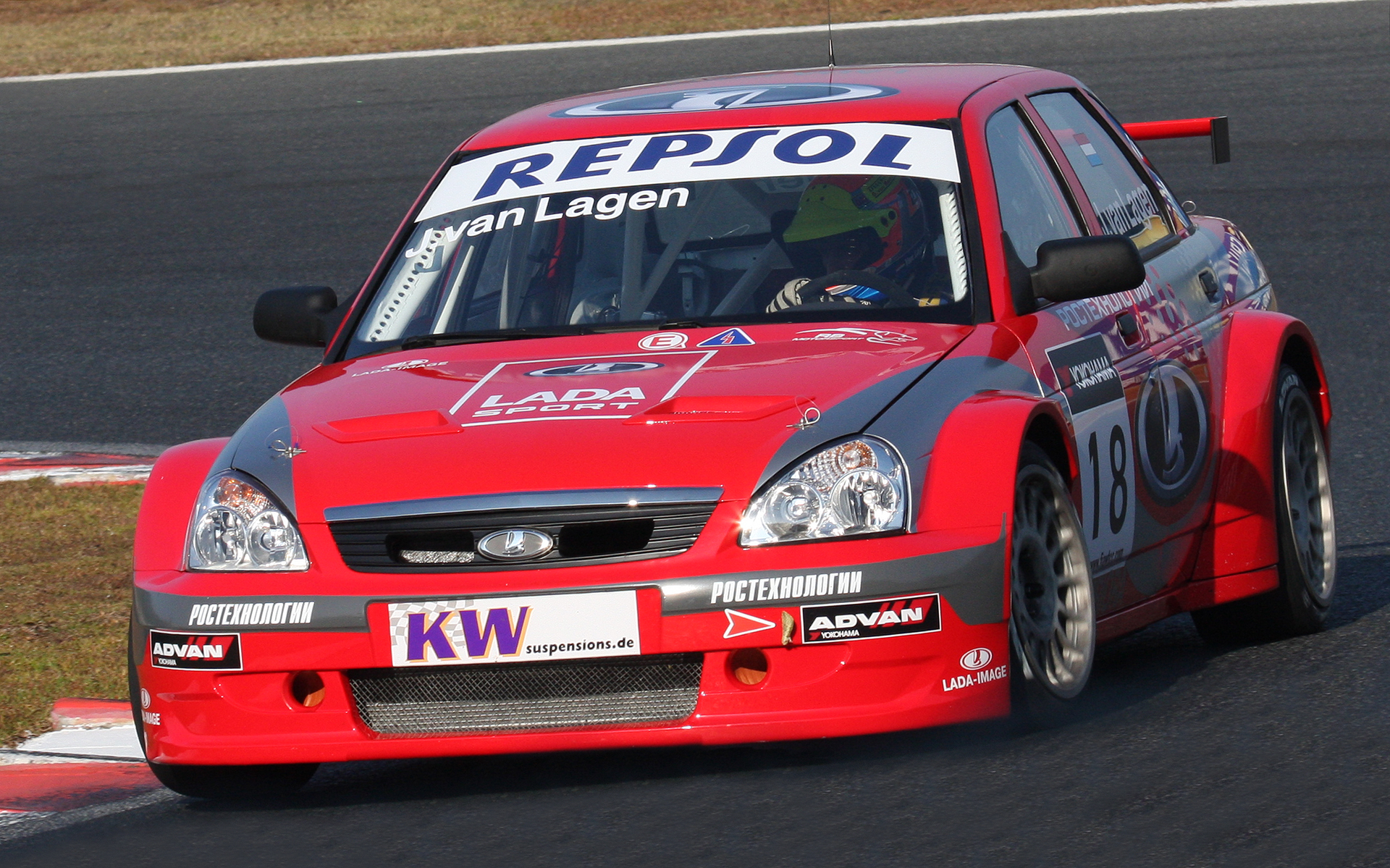
Lada Priora 2009
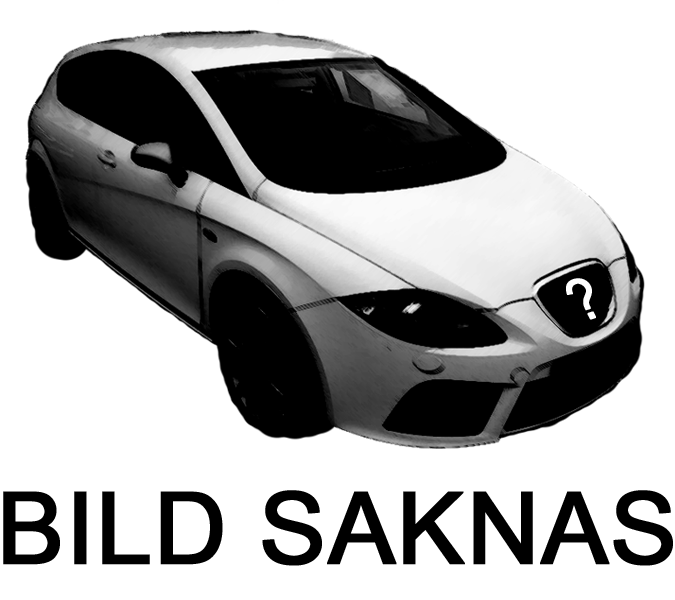
Peugeot 407 2005-2006
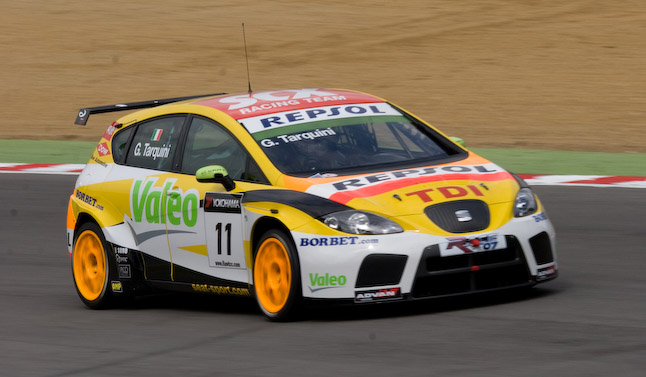
SEAT León TDi 2007-2008
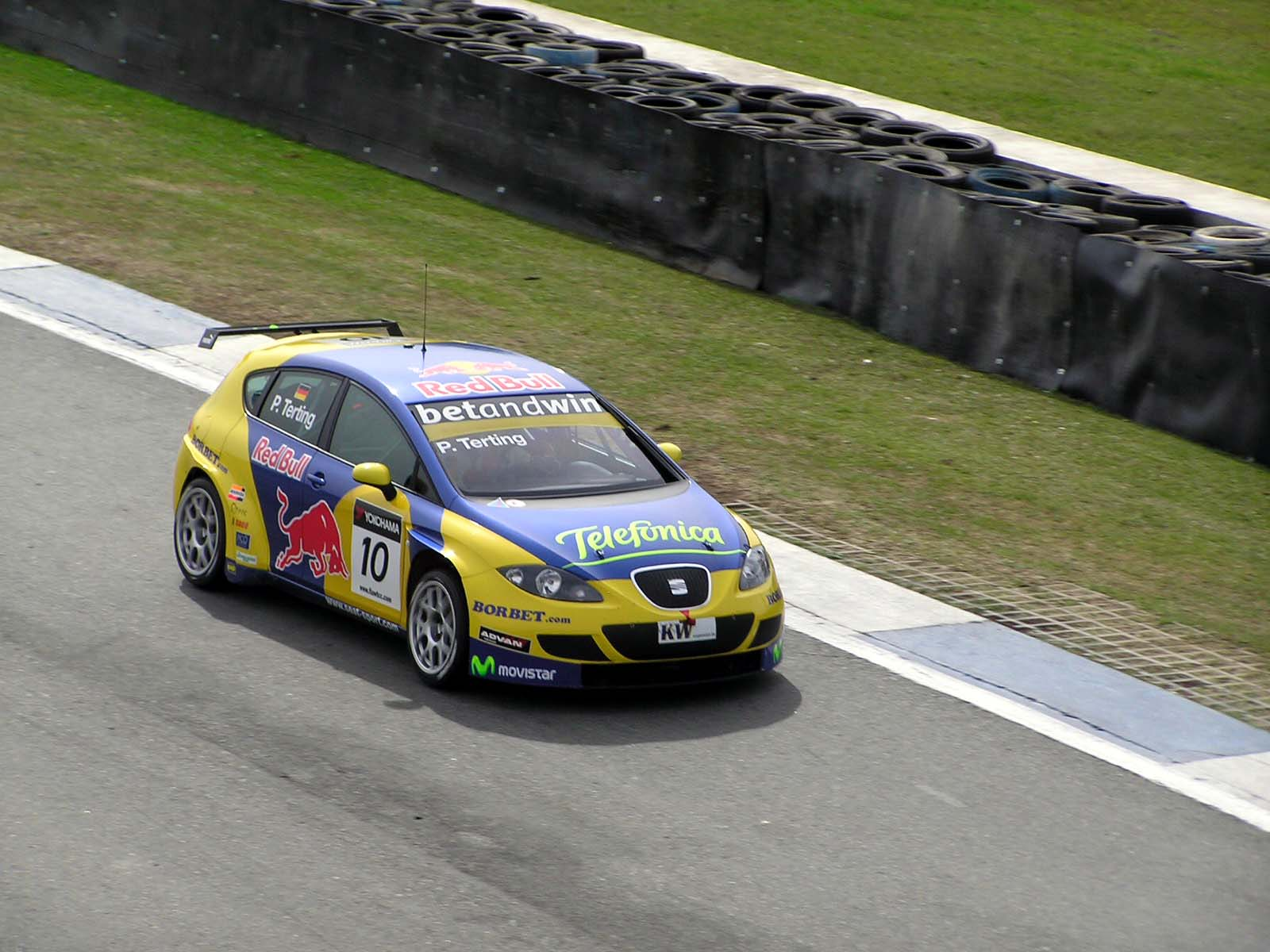
SEAT León TFSI 2005-2008
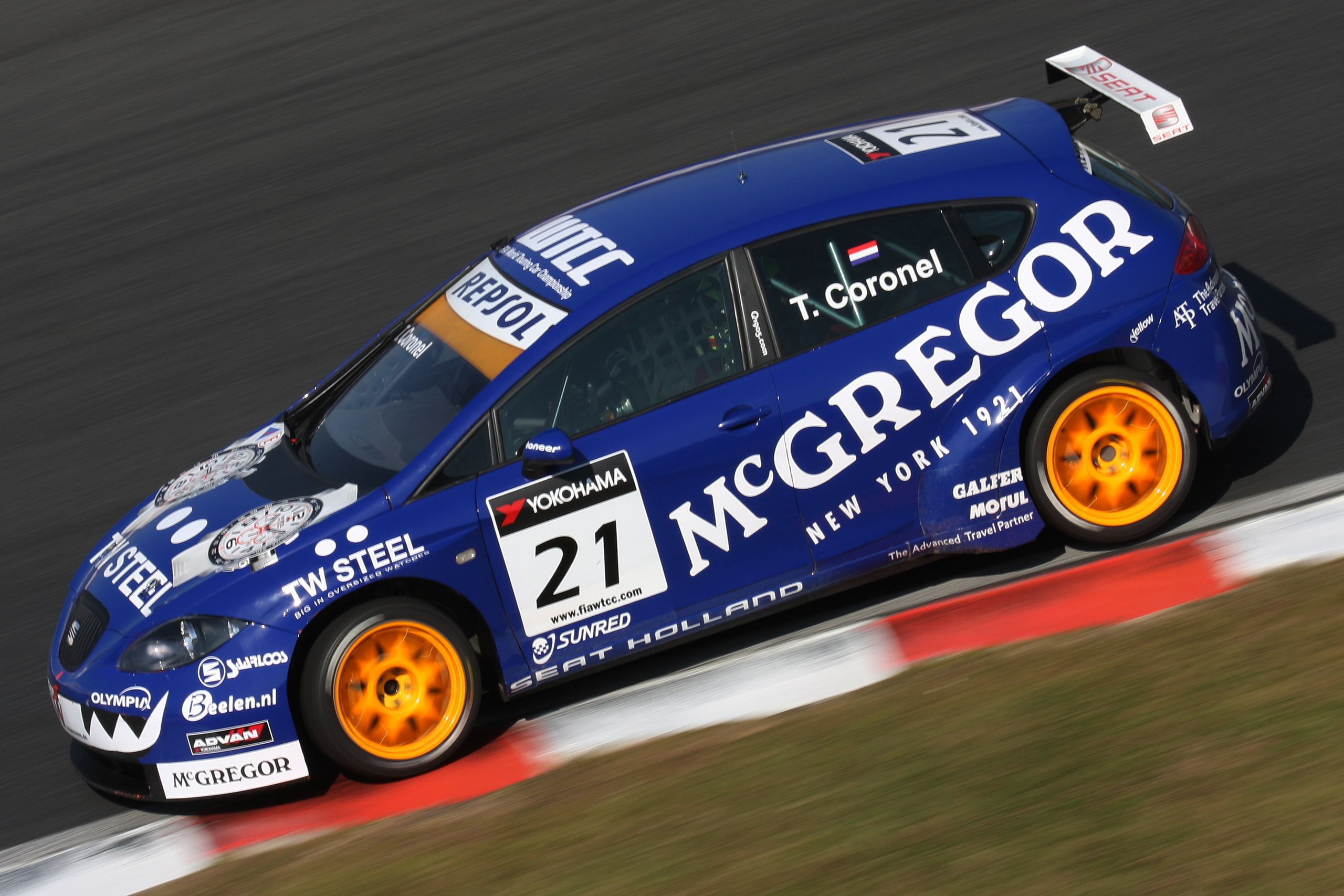
SEAT León 2.0 TFSI 2009-2010
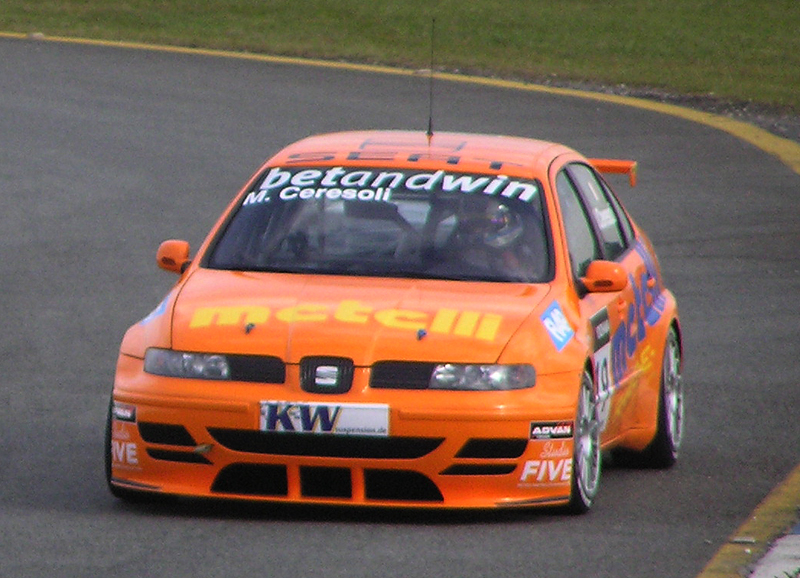
SEAT Toledo Cupra 2005-2006
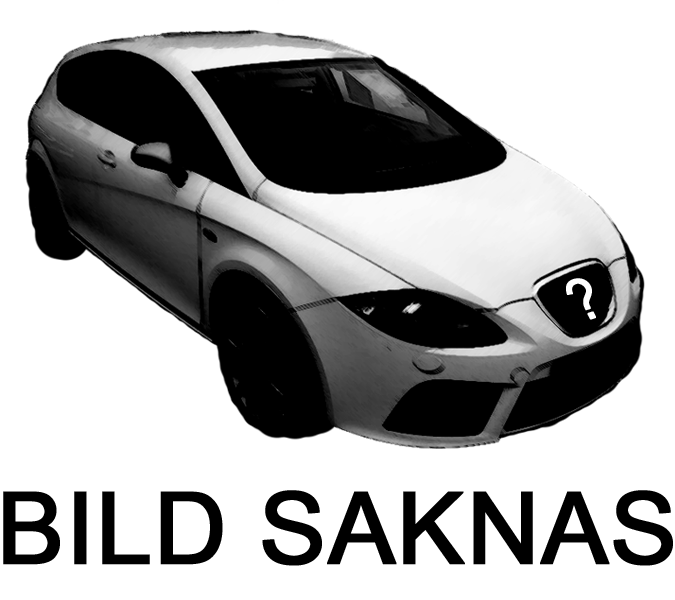
Toyota Altezza 2005
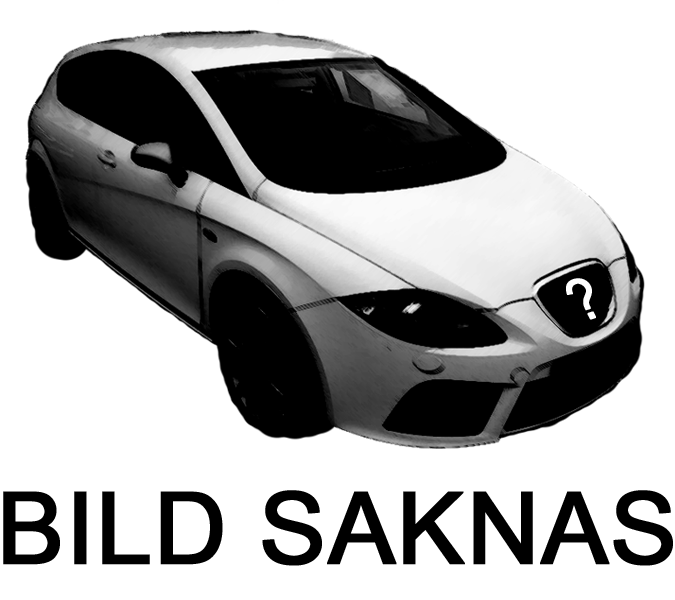
Toyota Corolla T-Sport 2006-2007
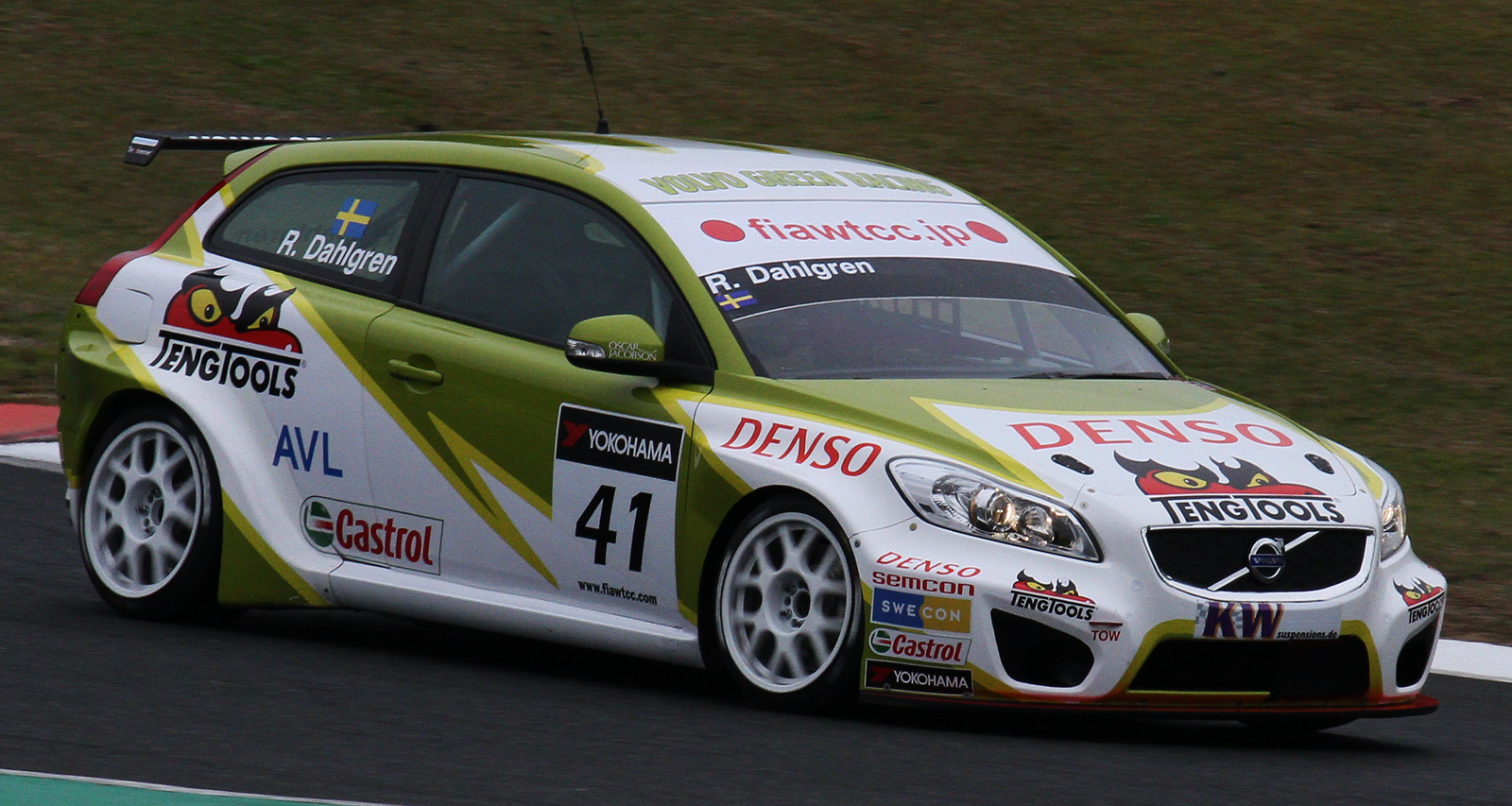
Volvo C30 2008-2011
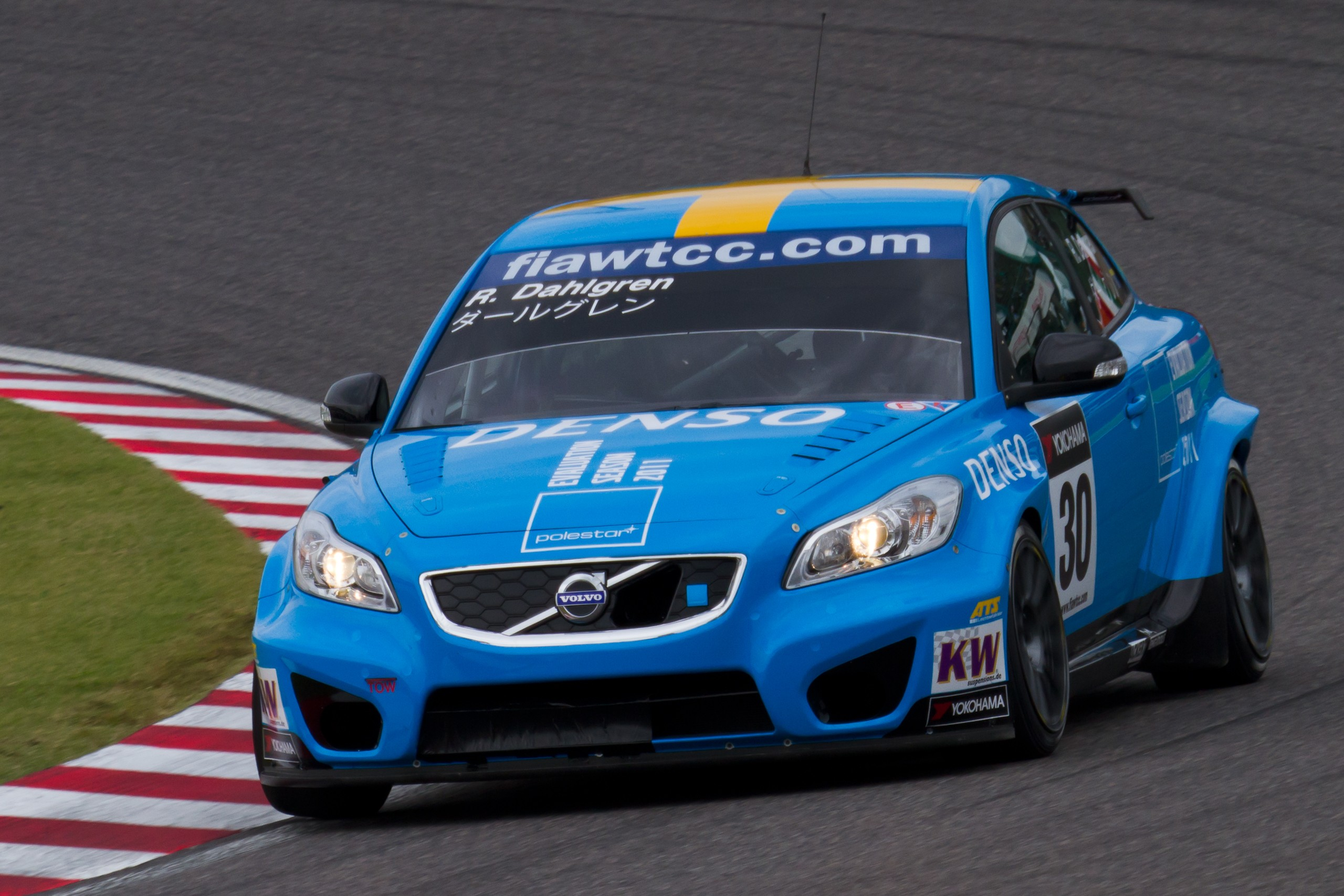
Volvo C30 DRIVe 2011
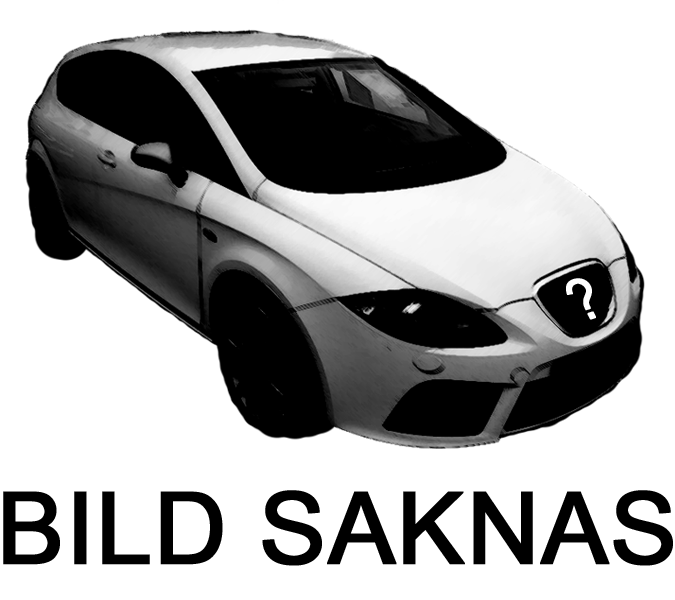
Volvo S60 Flexifuel 2007

## Säsonger
| År   | Förarmästerskapet | Förarmästerskapet    | Förarmästerskapet    | Märkesmästerskapet | Märkesmästerskapet   | Teammästerskapet          | Teammästerskapet                           |
| År   | Förare            | Team                 | Bil                  | Märke              | Bil                  | Team                      | Bil                                        |
| ---- | ----------------- | -------------------- | -------------------- | ------------------ | -------------------- | ------------------------- | ------------------------------------------ |
| 1987 | Roberto Ravaglia  | Schnitzer Motorsport | BMW M3               | kördes ej          | kördes ej            | Eggenberger Motorsport #7 | Ford Sierra RS Cosworth Ford Sierra RS 500 |
| 2005 | Andy Priaulx      | BMW Team UK          | BMW 320i             | BMW                | BMW 320i             | kördes ej                 | kördes ej                                  |
| 2006 | Andy Priaulx      | BMW Team UK          | BMW 320si            | BMW                | BMW 320si            | kördes ej                 | kördes ej                                  |
| 2007 | Andy Priaulx      | BMW Team UK          | BMW 320si            | BMW                | BMW 320si            | kördes ej                 | kördes ej                                  |
| 2008 | Yvan Muller       | SEAT Sport           | SEAT León TDi        | SEAT               | SEAT León TDi        | kördes ej                 | kördes ej                                  |
| 2009 | Gabriele Tarquini | SEAT Sport           | SEAT León 2.0 TDi    | SEAT               | SEAT León 2.0 TDi    | kördes ej                 | kördes ej                                  |
| 2010 | Yvan Muller       | Chevrolet            | Chevrolet Cruze LT   | Chevrolet          | Chevrolet Cruze LT   | kördes ej                 | kördes ej                                  |
| 2011 | Yvan Muller       | Chevrolet            | Chevrolet Cruze 1.6T | Chevrolet          | Chevrolet Cruze 1.6T | kördes ej                 | kördes ej                                  |

### Privatförarcupen
| År   | Privatförarcupen | Privatförarcupen            | Privatförarcupen   | Privatteamscupen            | Privatteamscupen            |
| År   | Förare           | Team                        | Bil                | Team                        | Bil                         |
| ---- | ---------------- | --------------------------- | ------------------ | --------------------------- | --------------------------- |
| 2005 | Marc Hennerici   | Wiechers-Sport              | BMW 320i           | Proteam Motorsport          | BMW 320i                    |
| 2006 | Tom Coronel      | GR Asia                     | SEAT León          | GR Asia                     | SEAT León SEAT Toledo Cupra |
| 2007 | Stefano D'Aste   | Wiechers-Sport              | BMW 320si          | Proteam Motorsport          | BMW 320si                   |
| 2008 | Sergio Hernández | Scuderia Proteam Motorsport | BMW 320si          | Scuderia Proteam Motorsport | BMW 320si                   |
| 2009 | Tom Coronel      | SUNRED Engineering          | SEAT León 2.0 TFSi | SUNRED Engineering          | SEAT León 2.0 TFSi          |
| 2010 | Sergio Hernández | Scuderia Proteam Motorsport | BMW 320si          | Scuderia Proteam Motorsport | BMW 320si                   |
| 2011 | Kristian Poulsen | Liqui Moly Team Engstler    | BMW 320 TC         | Liqui Moly Team Engstler    | BMW 320 TC                  |

### Andra klasser
| År   | Klass                 | Förare            | Team                                    | Bil               |
| ---- | --------------------- | ----------------- | --------------------------------------- | ----------------- |
| 2010 | WTCC Rookie Challenge | Norbert Michelisz | Zengõ-Denison Motorsport                | SEAT León 2.0 TDi |
| 2011 | Jay-Ten Trophy        | Fabio Fabiani     | Proteam Racing Liqui Moly Team Engstler | BMW 320si         |

## Datorspel
Den svenska spelutvecklaren SimBin, som koncentrerar sig på racingsimulatorer, utvecklar de officiella spelen för World Touring Car Championship. Hittills finns säsongerna 1987, 2006, 2007, 2008 och 2010 utgivna på spelen Race, Race 07 och expansionspaketen Race On och WTCC 2010. Samtliga säsonger, förutom 1987, innehåller riktiga förare, team och bilar, samt de banor som var aktuella respektive säsong. SimBin har även gjort en specialklass med WTCC-baserade GT-bilar, kallad WTCC Extreme, som finns på GTR Evolution och Xbox 360-spelet Race Pro.